# Tierra esférica

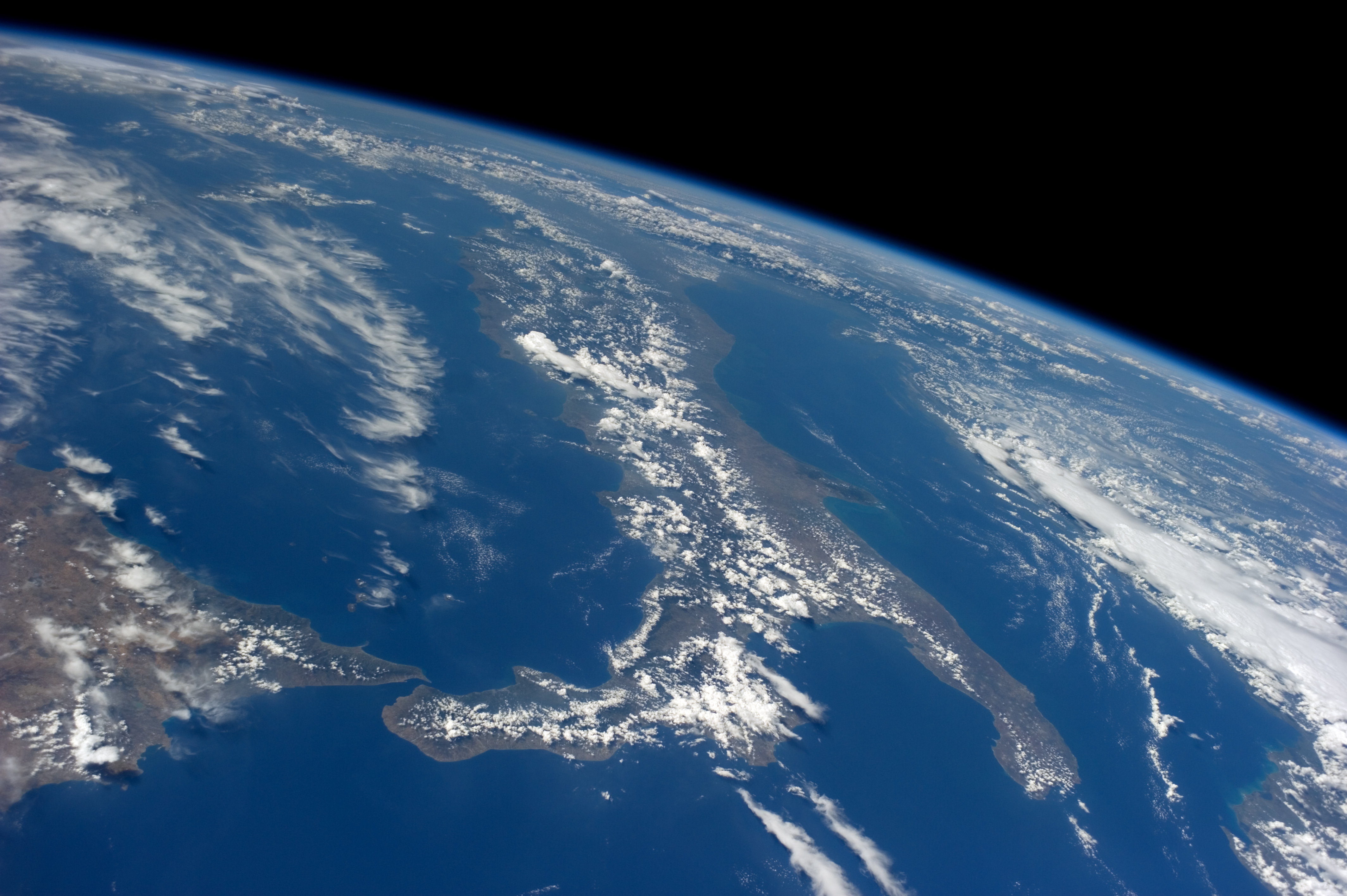
Imagen de la superficie curva de la Tierra desde la Estación Espacial Internacional.

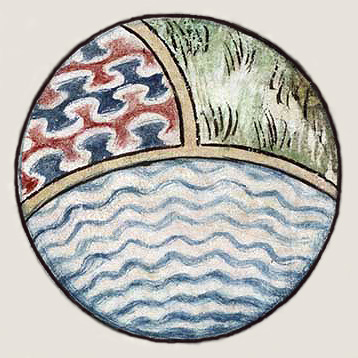
Ilustración del manuscrito Vox Clamantis. Una esfera con compartimentos representando tierra, aire y agua (c. 1400).

La Tierra esférica es un concepto según el cual la superficie terrestre asume una forma similar a la de una esfera.
El mismo se originó en la filosofía griega alrededor del siglo VI a. C.. y no se relaciona con la posterior teoría heliocéntrica, ya que el geocentrismo también postulaba la esfericidad de la Tierra. "Según Aecio, Tales afirmó que la tierra tiene forma de bola. Diógenes Laercio informa que Hesíodo, Anaximandro y Pitágoras enseñaron que la tierra era esférica. Estos testimonios suelen ser considerados falsos. Varios estudiosos han argumentado que Parménides fue el primero en aceptar la esfericidad de la tierra. "Desde las pruebas a favor de la esfericidad de la Tierra presentadas por Aristóteles en De caelo "casi ningún filósofo o astrónomo serio ha dudado de que la tierra es una esfera". El concepto de la Tierra esférica permaneció como materia de especulación filosófica hasta el siglo III a. C. cuando la astronomía helenística estableció como una hipótesis la esfericidad de la Tierra, gracias sobre todo a la medición empírica de Eratóstenes. El paradigma helenístico fue gradualmente adoptado en el Viejo Mundo durante la Antigüedad y la Edad Media.
La primera demostración directa de la esfericidad de la Tierra no se logró hasta la conclusión de la primera circunnavegación de la historia, una expedición española comandada por el explorador Juan Sebastián Elcano, quien tomó el mando tras la muerte de Fernando Magallanes, el organizador de la travesía de circunnavegación del mundo (1519−1523). El concepto de la Tierra esférica había desplazado a las opiniones primitivas, fundadas en cosmologías de carácter religioso o en observaciones limitadas, las cuales consideraban que la superficie del mundo era idéntica a un plano.  Así, por ejemplo, en la antigua Mesopotamia el mundo era visto como un disco rodeado por el océano, más allá del cual se levantaban los pilares de un cielo esférico. Esta imagen fue la premisa de los mapamundis antiguos como los de Anaximandro y Hecateo de Mileto. También lo es de la cosmología bíblica, tal como aparece en libro de Isaías.
Otras especulaciones antiguas sobre la forma del mundo incluyen un zigurat de siete niveles o montaña mágica, al que se alude en el Avesta persa y la rueda, tazón o plano con cuatro esquinas mencionados en el Rig-veda.
La idea de que la forma de la Tierra se aproxima a la de un elipsoide data del siglo XVIII (Maupertuis). A comienzos del siglo XIX el achatamiento del elipsoide terrestre fue estimado en un orden de 1/300 (Delambre, Everest). El valor actual, determinado por el WGS84 del US DoD desde 1960, es cercano a 1/298,25.

## Historia

### Antigüedad

#### Grecia Clásica

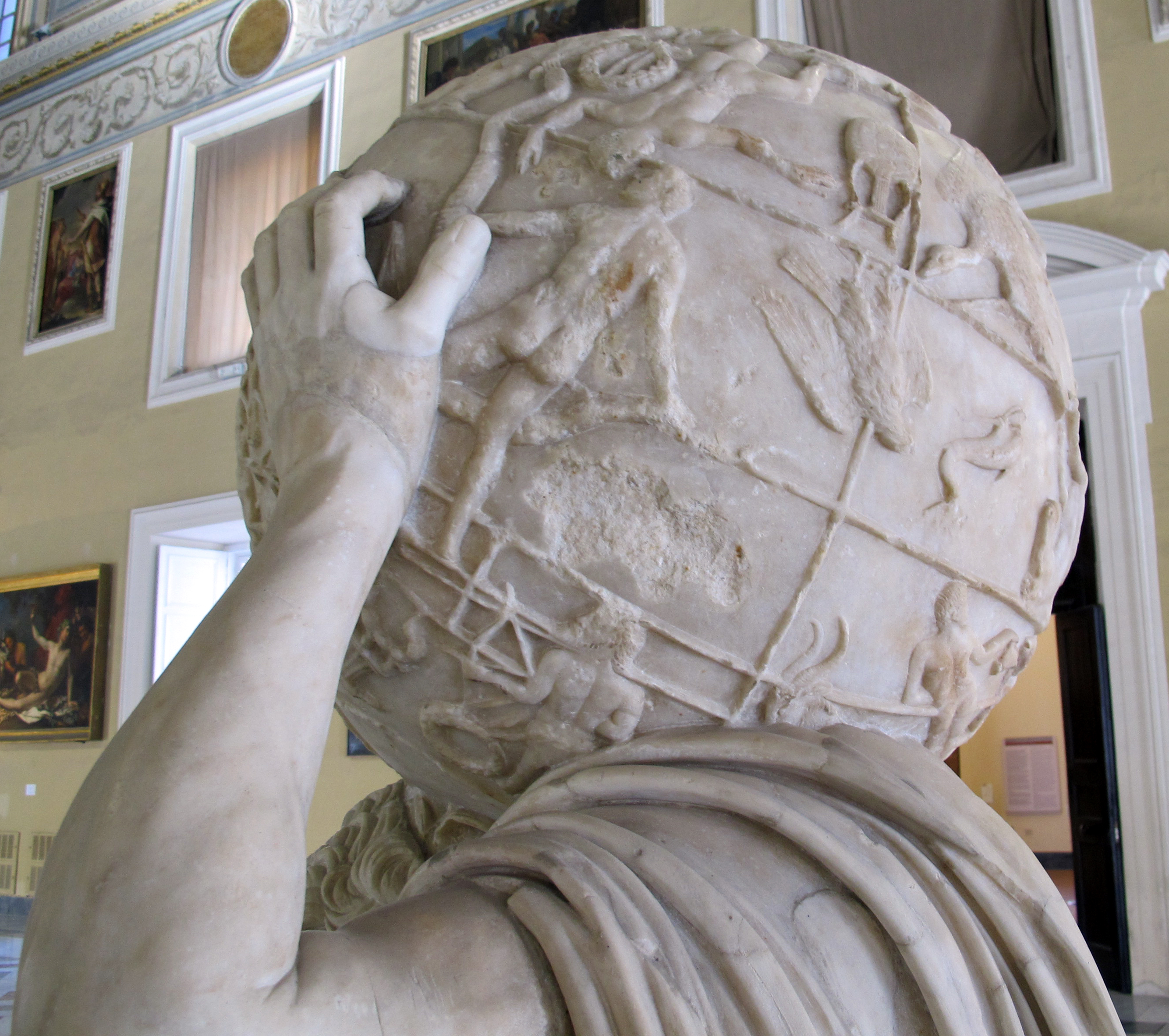
Esfera celeste en el Atlas Farnesio, copia romana del siglo II d. C. en mármol de una escultura helenística.

Las primeras alusiones de una Tierra esférica tienen lugar en fuentes griegas, aunque no hay registros del origen de este modelo. Un origen plausible es la apreciación visual de otros cuerpos celestes, como el Sol o la Luna, cuya forma, a simple vista, se ve circular. Otro origen puede ser «la experiencia de viajeros que sugirieron tal explicación debido a la variación en la altitud observable y el cambio en el área de las estrellas circumpolares», posible por la existencia de colonias griegas en sitios tan alejados entre sí como el delta del Nilo y las costas de Crimea al norte del mar Negro.
Según Diógenes Laercio, "Pitágoras fue el primer griego en afirmar que la Tierra es redonda", pero Teofrasto atribuye este hecho a Parménides, y Zenón a Hesíodo.
Pitágoras
Los filósofos griegos tempranos aluden a una Tierra esférica aunque con cierta ambigüedad. Pitágoras (siglo VI a. C.) está entre aquellos que se dice que originaron la idea, pero esto puede ser reflejo de la práctica de atribuir cada descubrimiento a uno u otro de los antiguos sabios. La escuela pitagórica es la responsable de la teoría sobre la armonía de las esferas, donde todos los cuerpos celestes, incluida la tierra, son reconocidos de forma esférica. Alguna idea sobre la esfericidad de la Tierra parece haber sido conocida tanto por Parménides como Empédocles en el siglo V a. C., pero lo mismo pudo haber sido formulada en la escuela pitagórica en esa misma época. Después del siglo V a. C., ningún escritor griego de renombre pensó que la Tierra era otra cosa que esférica.
Heródoto
En las Historias, escrito en 431–425 a. C., Heródoto recoge el relato egipcio  sobre la supuesta circunnavegación fenicia de África bajo Necao II c. 610–595 a. C. (Historias, 4.43). El relato incluye el descubrimiento de que en el sur de África el sol se observa hacia el norte, pero el historiador, no da crédito a dicha observación.  Esto es señal de la ignorancia general de la declinación eclíptica invertida en el hemisferio sur.
Platón
Platón (427–347 a. C.) también enseñaba que la Tierra era una esfera aunque no ofreció ninguna justificación. Si uno pudiera elevarse por encima de las nubes, la Tierra parecería "una de esas bolas cubiertas de cuero en doce partes, de varios colores, que son muestras de los colores que los pintores usan en el mundo". En el Timeo, obra accesible en latín en la Edad Media, se lee que "[el Creador] hizo el mundo en forma de globo, redondo como un torno, con sus extremos equidistantes del centro en todas direcciones, de por sí la más perfecta de todas las figuras", si bien la palabra "mundo" generalmente se refiere al universo. En el diálogo del Fedón de Platón (97d) relata que cuando Sócrates era joven esperaba que Anaxágoras dijera si la tierra es plana o redonda. Más tarde, Sócrates expresa su actual convicción de que la tierra tiene forma de esfera. (108e) También en el Fedón, Platón llega a afirmar que si se pudiese ver la Tierra desde fuera "...si uno la contempla desde lo alto, es como las pelotas de doce franjas de cuero, variopinta, decorada por los colores, de los que los colores que hay aquí, esos que usan los pintores, son como muestras." (Fedón, 110b-c)
Aristóteles
Aristóteles (384–322 a. C.) sostuvo que la Tierra es una esfera del tamaño de unos cuarenta miríadas de estadios (aproximadamente entre 70.000 y 80.000 km).

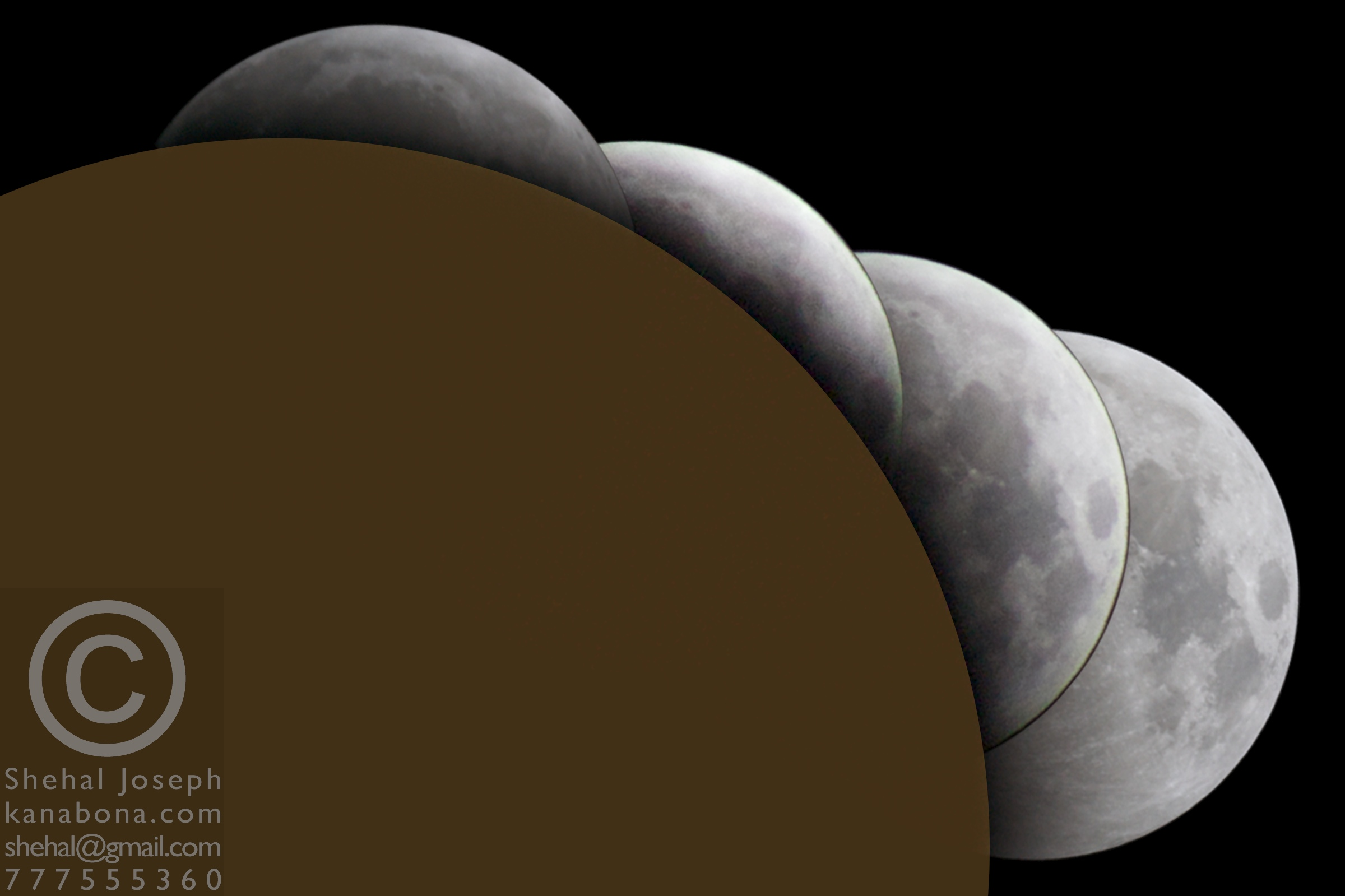
Umbra redonda de la Tierra durante el Eclipse lunar de agosto de 2008.

Presentó varias pruebas teóricas y empíricas sobre la esfericidad de la Tierra en su obra De caelo. Observó que "había estrellas visibles desde Egipto y [...] Chipre que no se ven desde regiones del Norte." (De caelo, 298a5–10) Dado que esto solo puede suceder sobre una superficie curva, también creía que la Tierra era una esfera "de no gran tamaño, o de otro modo el efecto de tan pequeño cambio de lugar no sería rápidamente aparente." (De caelo, 297b31–298a1) Aristóteles proveyó argumentos físicos y observacionales para sustentar la idea de una Tierra esférica:
- Toda porción de la Tierra tiende hacia el centro y forma una esfera por compresión y convergencia, como las gotas de agua (De caelo, 287b1–14 y 297a9–25);
- Los viajeros que van hacia el Sur ven las constelaciones sureñas elevarse más alto sobre el horizonte; (De caelo, 297b14–298a22)
- La sombra de la Tierra sobre la Luna durante un eclipse lunar es redonda (De caelo, 297b23–31).

Los conceptos de simetría, equilibrio y repetición cíclica permean los trabajos de Aristóteles. En su tratado Meteorología, divide al mundo en cinco zonas climáticas: dos áreas templadas separadas por una zona tórrida cerca del ecuador, y dos regiones inhóspitas, "una cercana a nuestro polo Norte y la otra cercana al [...] polo Sur," ambas impenetrables y rodeadas de hielo (Meteorología, 362a31–35). La cosmovisión de Aristóteles sobre el universo es que está constituido por diversas esferas de distinta materia, colocadas según su peso. Entre la más ligera y externa es la de fuego, seguida por la del aire, agua, y finalmente la tierra, la más pesada. "En efecto, estando situada el agua en tomo a la tierra, así como en torno a aquella la esfera del aire y en tomo a ésta la llamada (esfera) de fuego..." (Libro II, 354b, 23-25). "Desde entonces, casi ningún filósofo o astrónomo serio ha dudado de que la tierra es una esfera".

#### Helenismo

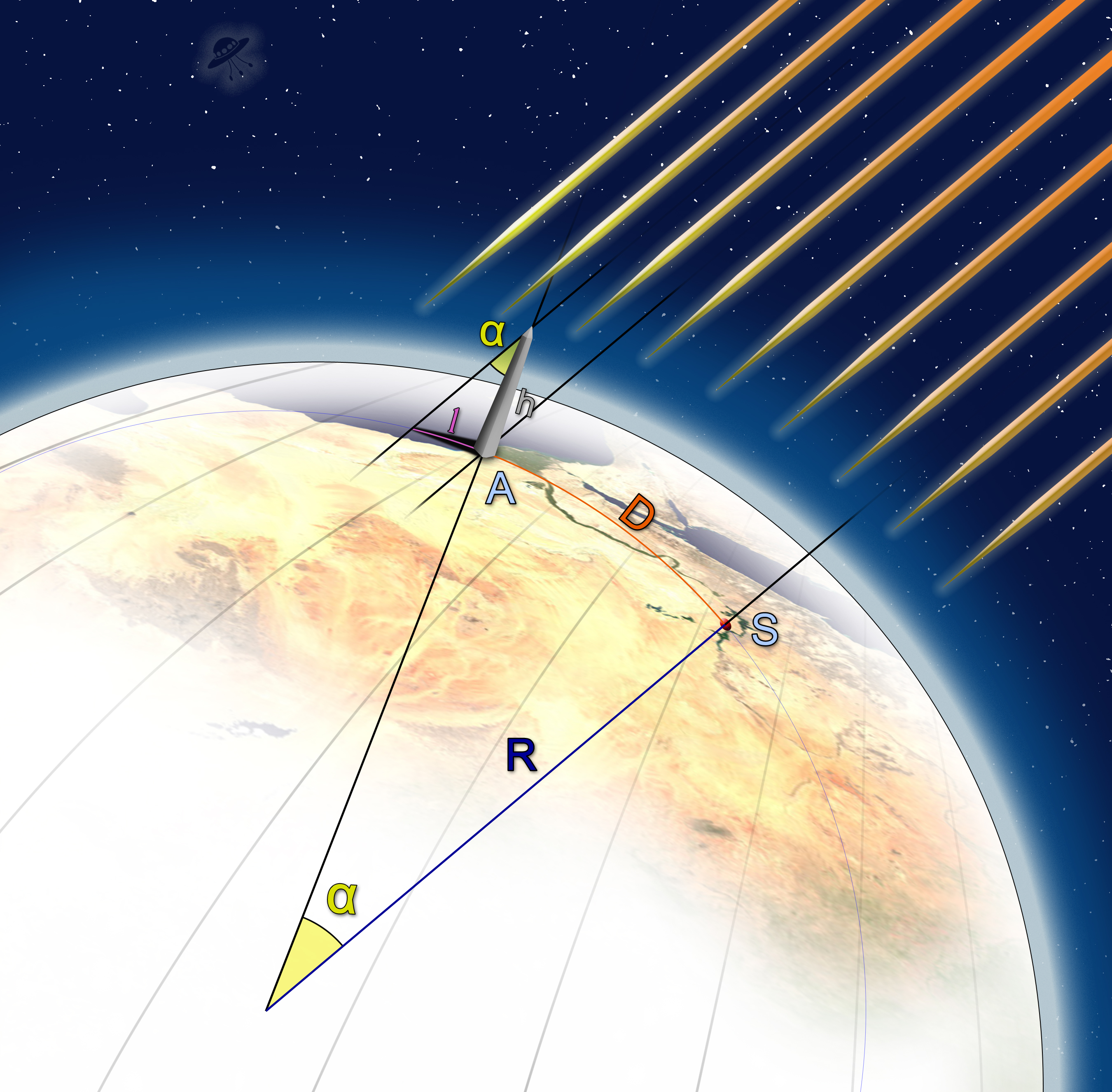
Método de Eratóstenes para calcular la circunferencia de la Tierra. En el solsticio de verano, los rayos solares inciden perpendicularmente sobre Siena. Al Medir la altura de un edificio en Alejandría y la longitud de la sombra que proyecta, se puede determinar el ángulo formado con el plano de la eclíptica, en el que se encuentran el Sol y la ciudad de Siena, ángulo que es precisamente la diferencia de latitud entre ambas ciudades. Conocida esta, basta medir el arco de circunferencia y extrapolar el resultado a la circunferencia completa (360°).

Eratóstenes
Eratóstenes (276–194 a. C.) estimó la circunferencia de la Tierra hacia 240 a. C. Había oído que en Siena, durante el solsticio de verano, el Sol se encuentra directamente sobre la vertical, mientras que aún da sombra en Alejandría. Utilizando los distintos ángulos que forman las sombras como base de sus cálculos trigonométricos, estimó la circunferencia a 250 000 estadios. Se desconoce la longitud del 'estadio' usado por Eratóstenes, pero la estimación de Eratóstenes solo tiene un margen de error de entre cinco y quince por ciento del valor actual de 40 008 km. Desconocemos exactamente como midió Eratóstenes la distancia entre Siena y Alejandría, y tampoco conocemos el método utilizado para obtener el ángulo de incidencia de los rayos del Sol en Alejandría (podría haber utilizado un gnomón). Dado que Aristarco de Samos había calculado la distancia relativa de la Tierra al Sol con respecto a la Luna, y ésta resultaba ser unas 19 veces mayor, los rayos del Sol llegan prácticamente paralelos a la Tierra.
Sin embargo sus estimaciones, basadas en geometría euclidiana, sólo fallaron en menos del 10 %.
En el tratado matemático chino Zhoubi Suanjing, del siglo I d. C., se incluía una medición similar, sin cuestionar la idea tradicional de la Tierra como un plano, pero considerando que el cielo era una esfera que la rodeaba por completo.
Seleuco de Seleucia
Seleuco (c. 190 a. C.), que vivió en la región de la Seleucia del Tigris, estableció que la Tierra es esférica (y que de hecho orbita alrededor del Sol), influenciado por la teoría heliocéntrica de Aristarco de Samos.
Posidonio
Posidonio (c. 135 – 51 BC) realizó su propio cálculo de la circunferencia de la Tierra basado en el método de Eratóstenes, pero guiándose por las distintas posiciones aparentes de la estrella Canopus en lugar del Sol, vistas desde Rodas y Alejandría. Posidonio obtuvo un valor de 240.000 estadios. Posteriormente Ptolomeo cita en su obra Geographia, a través de los escritos de Cleómedes, el valor de Posidonio de unos 180.000 estadios.
Arquímedes
En la proposición 2 del Primer Libro de su tratado Sobre los cuerpos flotantes, Arquímedes demuestra que "La superficie de cualquier fluido en reposo es la superficie de una esfera cuyo centro es el mismo que el de la Tierra". Posteriormente, en las proposiciones 8 y 9 del mismo trabajo, asume el resultado de la proposición 2 de que la Tierra es una esfera y que la superficie de un fluido es una esfera centrada en el centro de la Tierra.

### Imperio romano

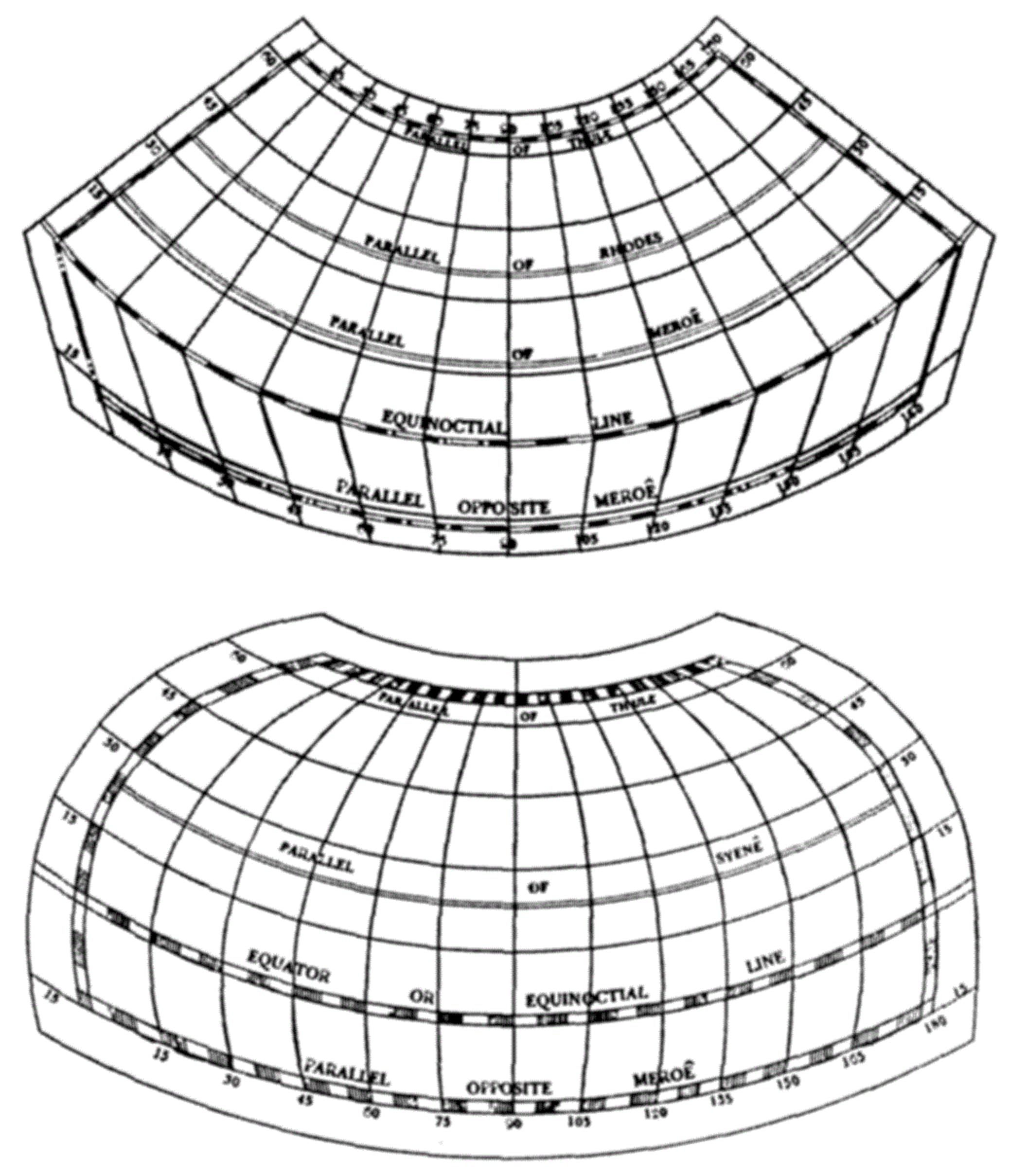
Reconstrucción de la proyección cónica de Ptolomeo, sugerida para la construcción de un mapa del mundo.

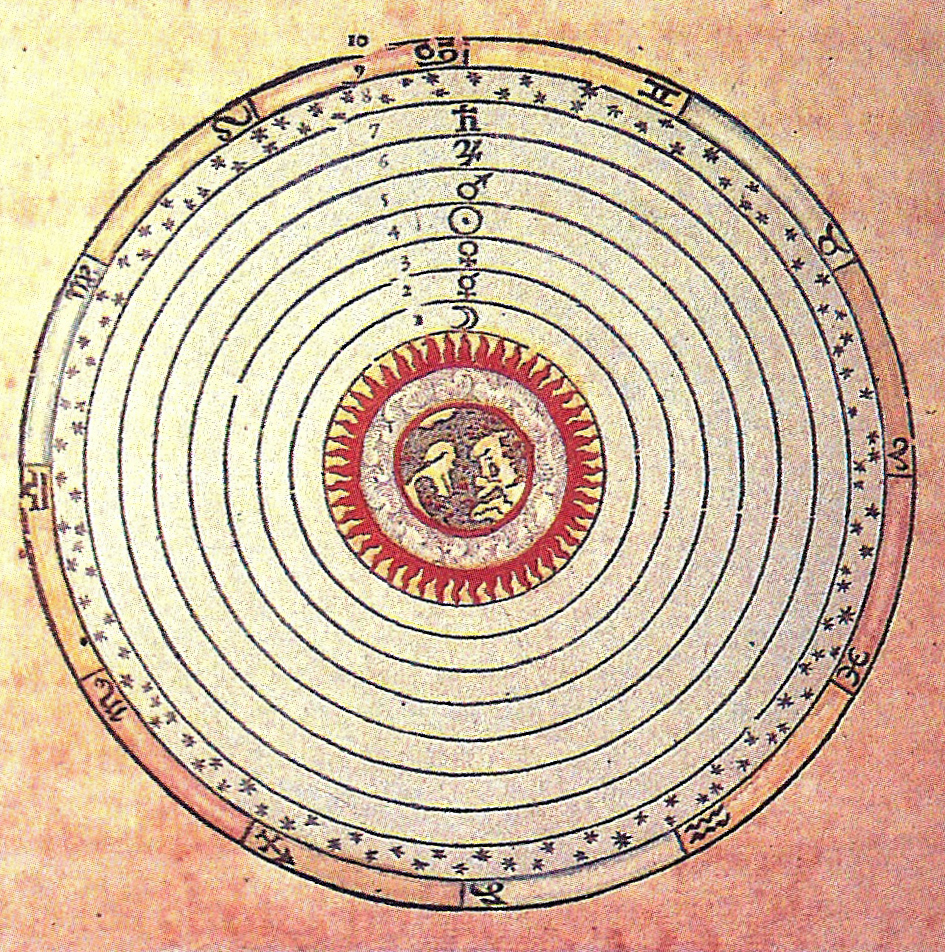
En el Tetrabiblos y Almagesto, Claudio Ptolomeo presenta su modelo geocéntrico del universo, que contiene varias esferas celestes con la Tierra en el centro.

En la civilización romana, que heredó las nociones científicas helénicas, la «redondez» de la Tierra, como testimonian los textos de Cicerón y Plinio el Viejo entre otros, era un dato dado por sentado.
En el siglo II a. C., el erudito griego Crates de Malos, embajador en Roma, construyó el primer globo terráqueo  conocido, basado en los cálculos de Eratóstenes. En este orbe, como fue llamado, aparecía el Ecúmene, las tierras habitadas, y otros tres continentes ubicados en los cuatro cuartos del globo. El continente diametralmente opuesto al Ecúmene fue llamado Antípodas y el continente ubicado al sur de línea ecuatorial, simétrico de Europa y Asia, es el antecedente de la Terra Australis.

En el siglo I a. C., Cicerón escribió en De natura deorum:
El mar, que está por encima de la tierra, tiende todavía hacia el centro de la tierra, y por lo tanto tiene la forma misma de conformidad con el globo de la tierra y en ninguna parte se derrama o se desborda.
En el siglo I d. C., Plinio el Viejo afirmaba que todo el mundo estaba de acuerdo con la idea de la forma esférica de la Tierra (Naturalis historia, 2.64), aún hubo disputas acerca de la naturaleza de las antípodas y sobre la posibilidad de mantener el océano en forma curvada. De forma muy interesante, Plinio considera, como «teoría intermedia», la posibilidad de una esfera imperfecta, «con forma de piña» (Naturalis historia, 2.65).

Representaciones de globos terráqueos en arte romano
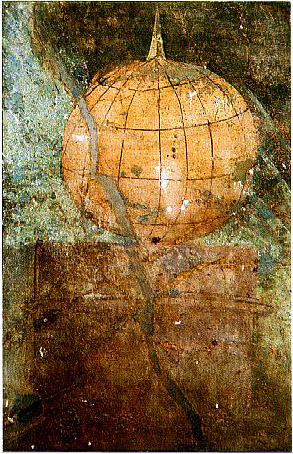
Fresco de un globo terráqueo encontrado en la villa Boscoreale cerca de Pompeya.
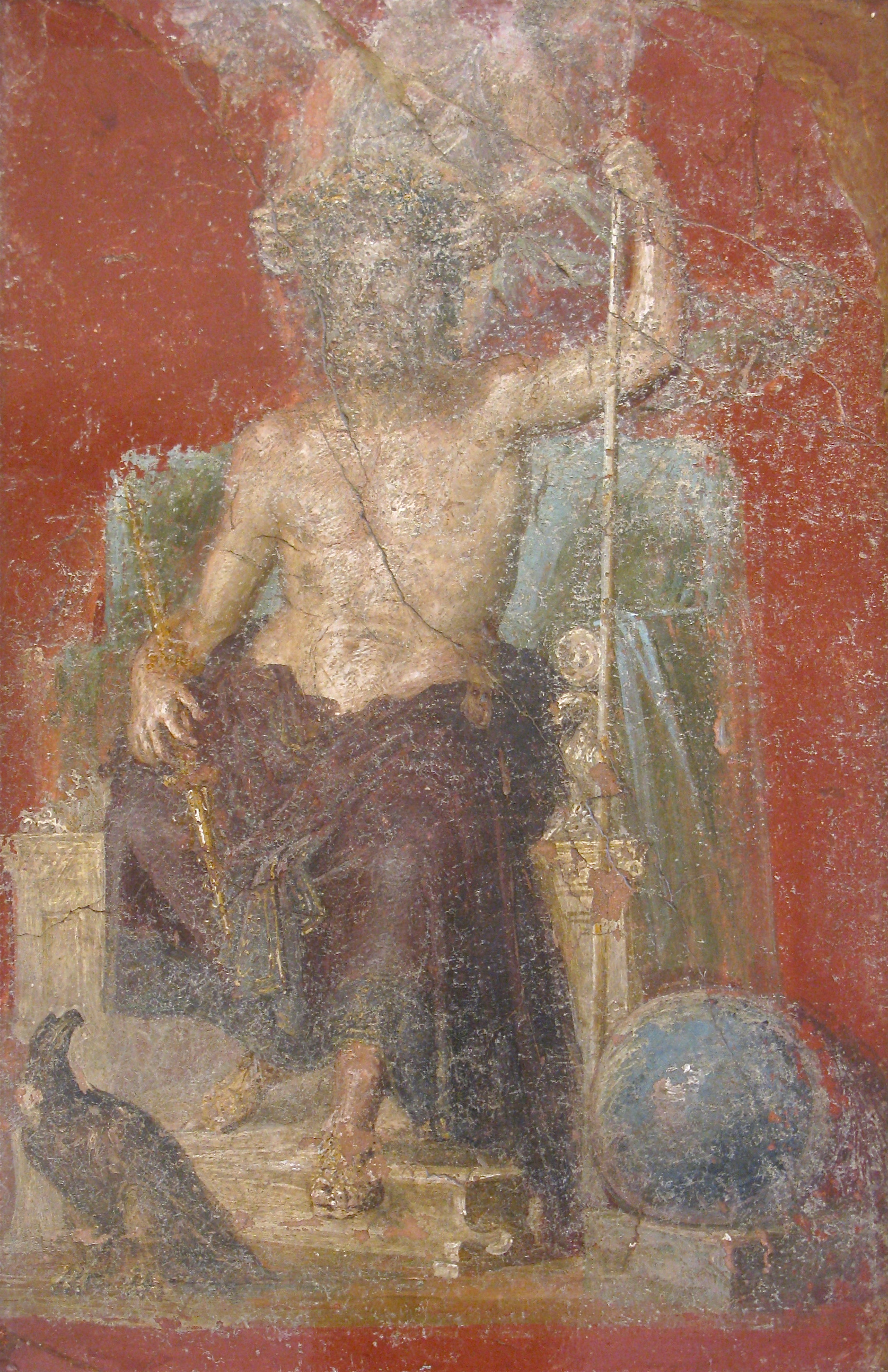
Fresco de Júpiter coronado por una Victoria y flanqueado por los símbolos cósmicos del águila y el globo terráqueo en la casa de los Dioscuros, Pompeya.
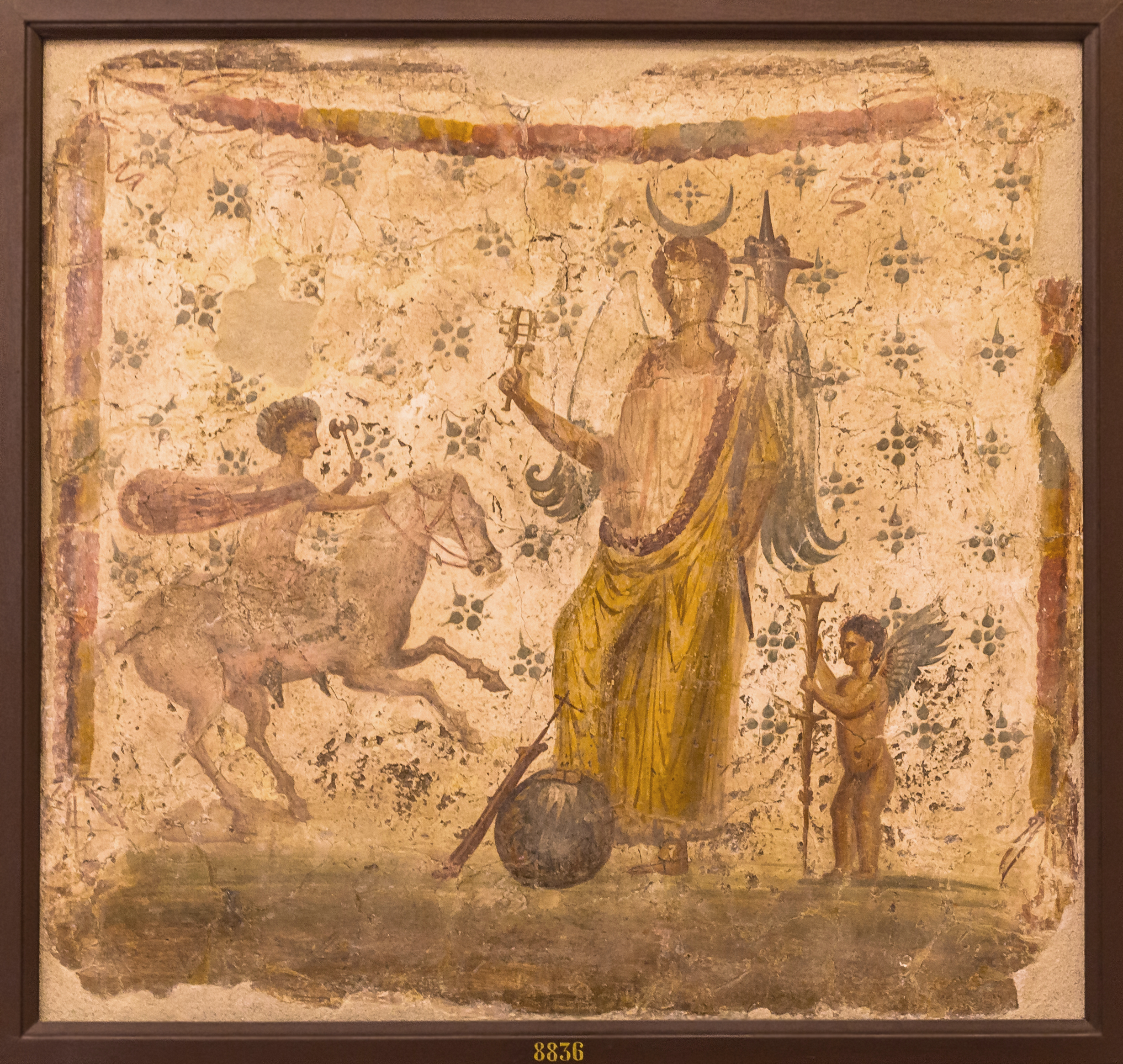
Fresco mural que representa a Fortuna o Isis con una cornucopia, un sistro y un globo terráqueo sostenido por un timón en la casa de Filocalus, Pompeya.
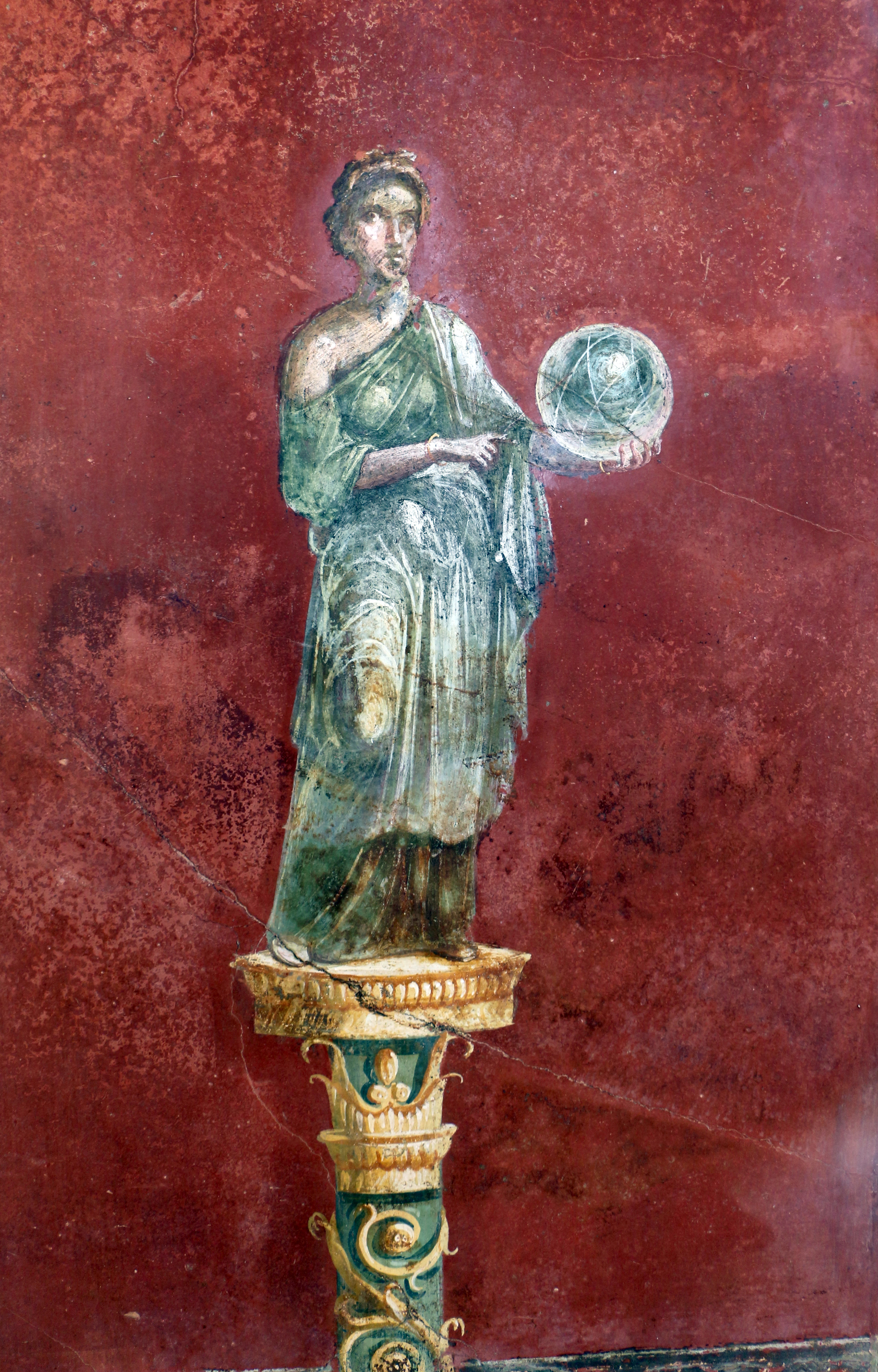
Fresco que representa a Urania, musa de la astronomía, con un globo terráqueo de la villa Moregine, Pompeya.
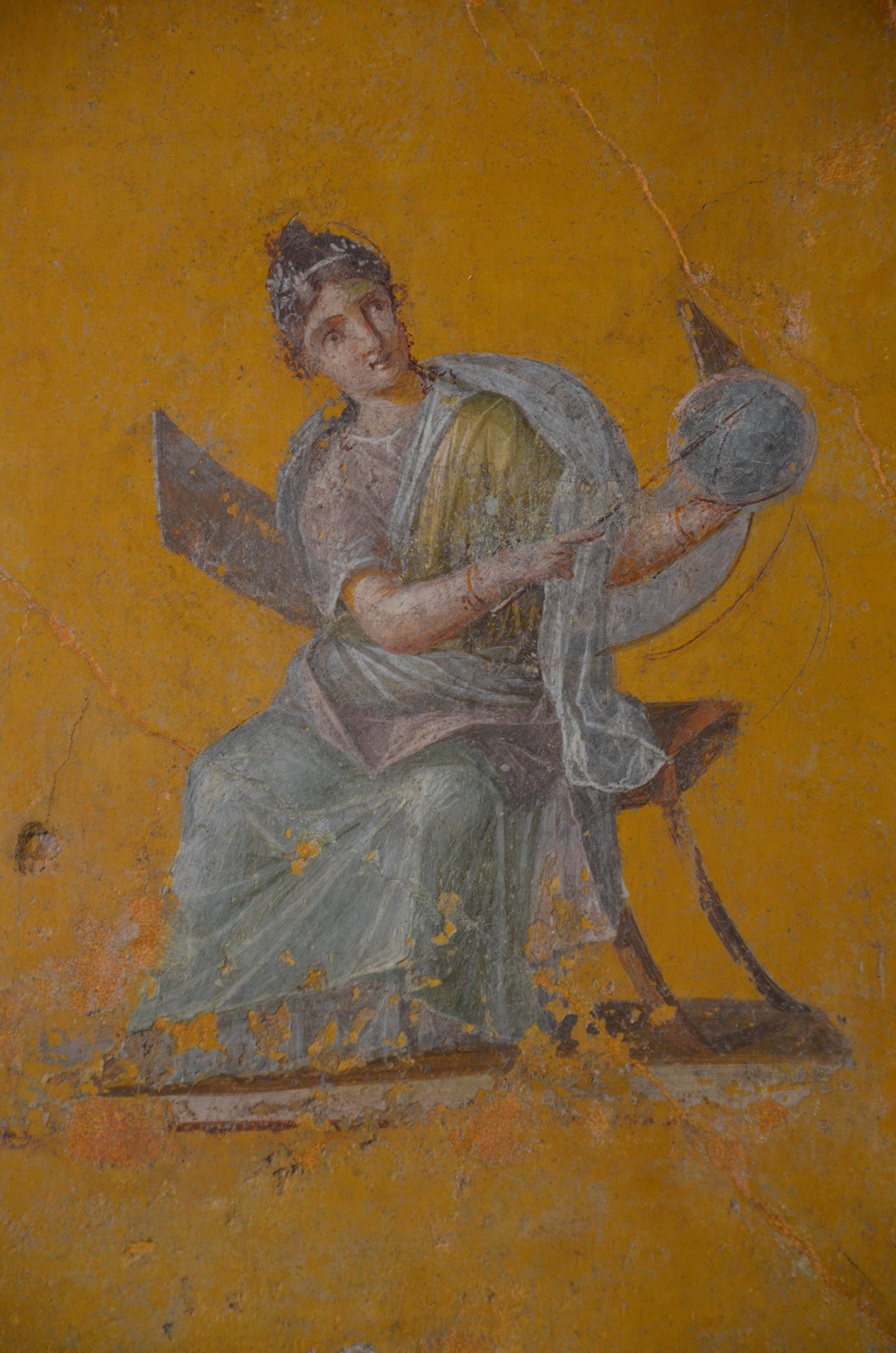
Fresco que representa a Urania, musa de la astronomía, con un globo terráqueo en la casa de Julia Felix, Pompeya.
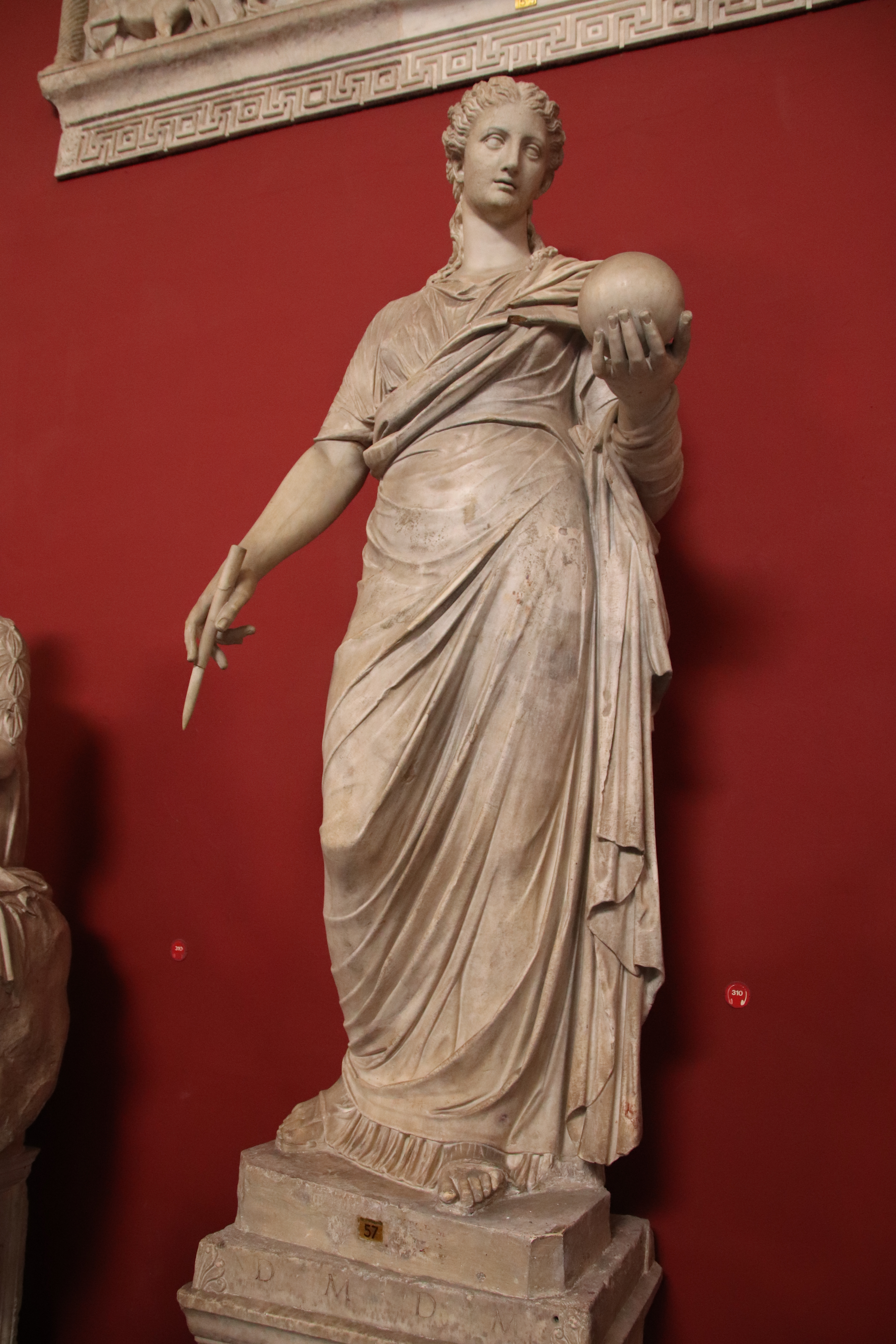
Estatua romana de Urania, musa de la astronomía, sosteniendo un globo terráqueo en el Museo del Vaticano.

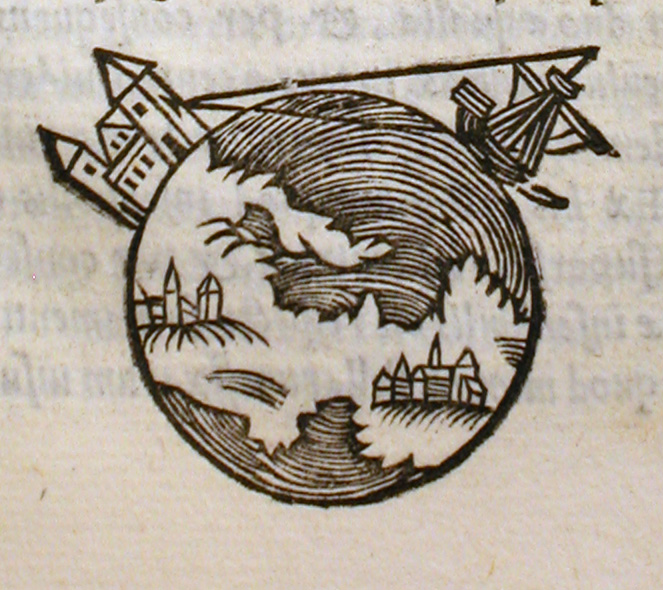
Ilustración de De sphaera mundi, el libro de astronomía más influyente del. Cuando un navío se encuentra más allá de la línea del horizonte, su parte inferior no es visible, debido a la curvatura de la Tierra.

Comparación de dos imágenes que muestran la ciudad de Toronto siendo ocultada por el Lago Ontario.

Estrabón

El geógrafo Estrabón (c. 64 BC – 24 a. C.), sostuvo que la forma esférica de la Tierra se demuestra por la experiencia de los navegantes quienes, escribe, no pueden ver las luces de una costa lejana si están a la altura de sus ojos, las cuales resultan visibles si están elevadas o si el punto de observación se sitúa más arriba, del mismo modo cuando los marineros se acercan a tierra, lo que al principio parecía ser tierra baja se revela como elevada, todo lo cual explica asumiendo la curvatura del orbe. Esto, añade, ya era probablemente conocido por los marinos desde los tiempos de Homero, y al respecto cita una línea de la Odisea que alude a este fenómeno. 

Fotografías de objetos ocultos en el horizonte debido a la curvatura terrestre
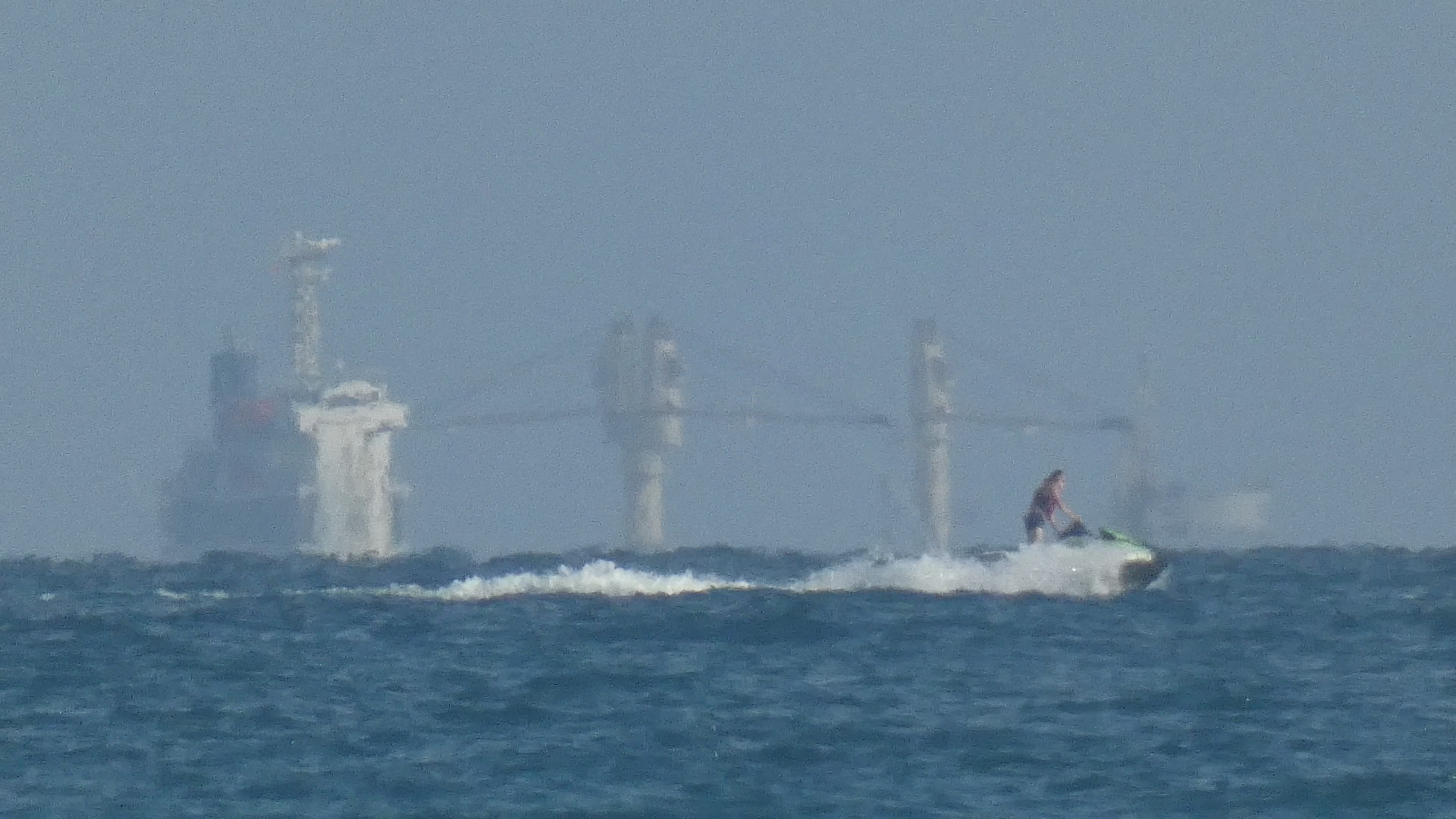
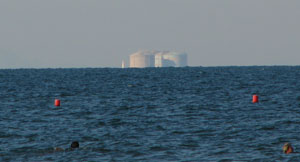
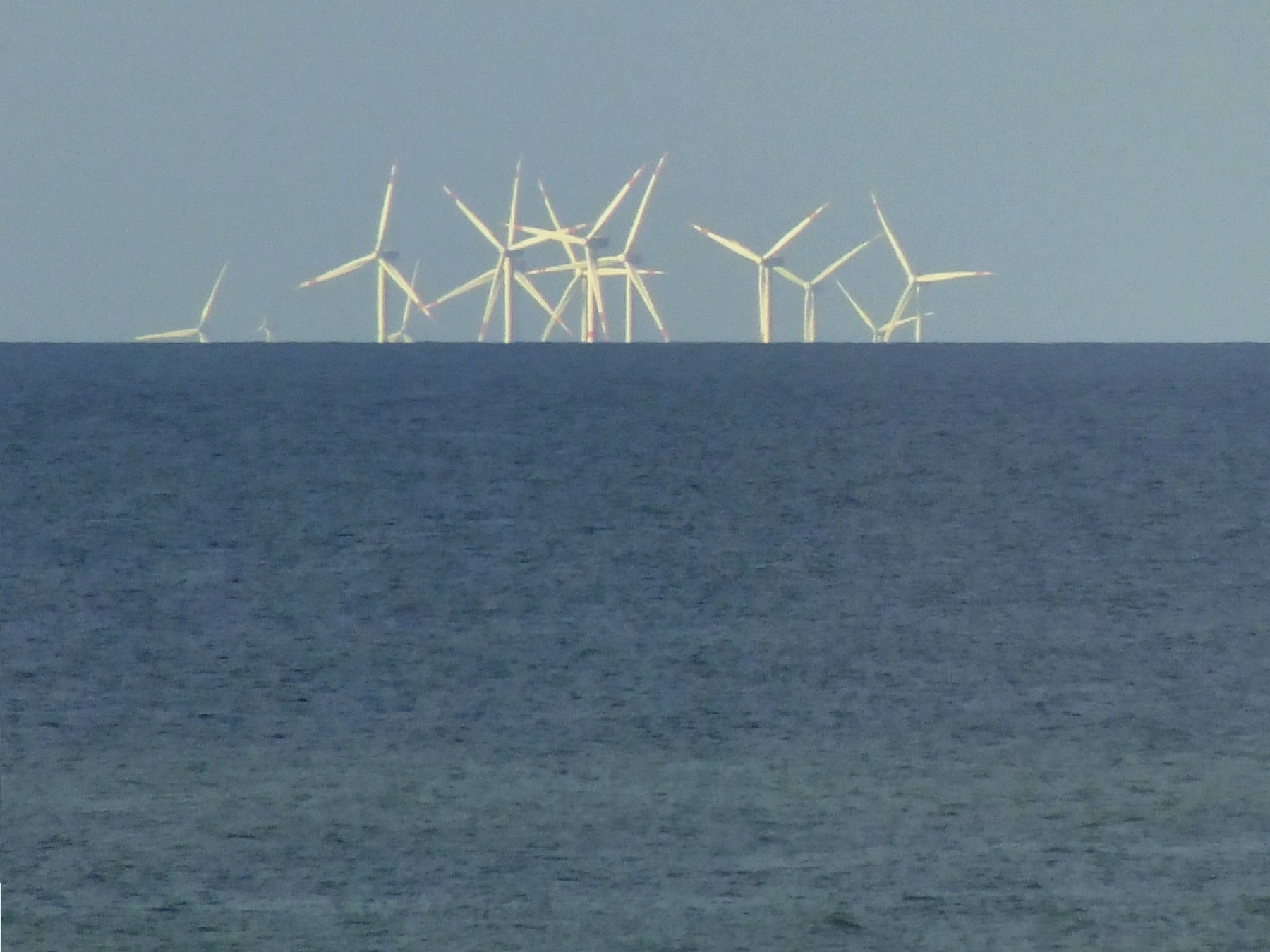
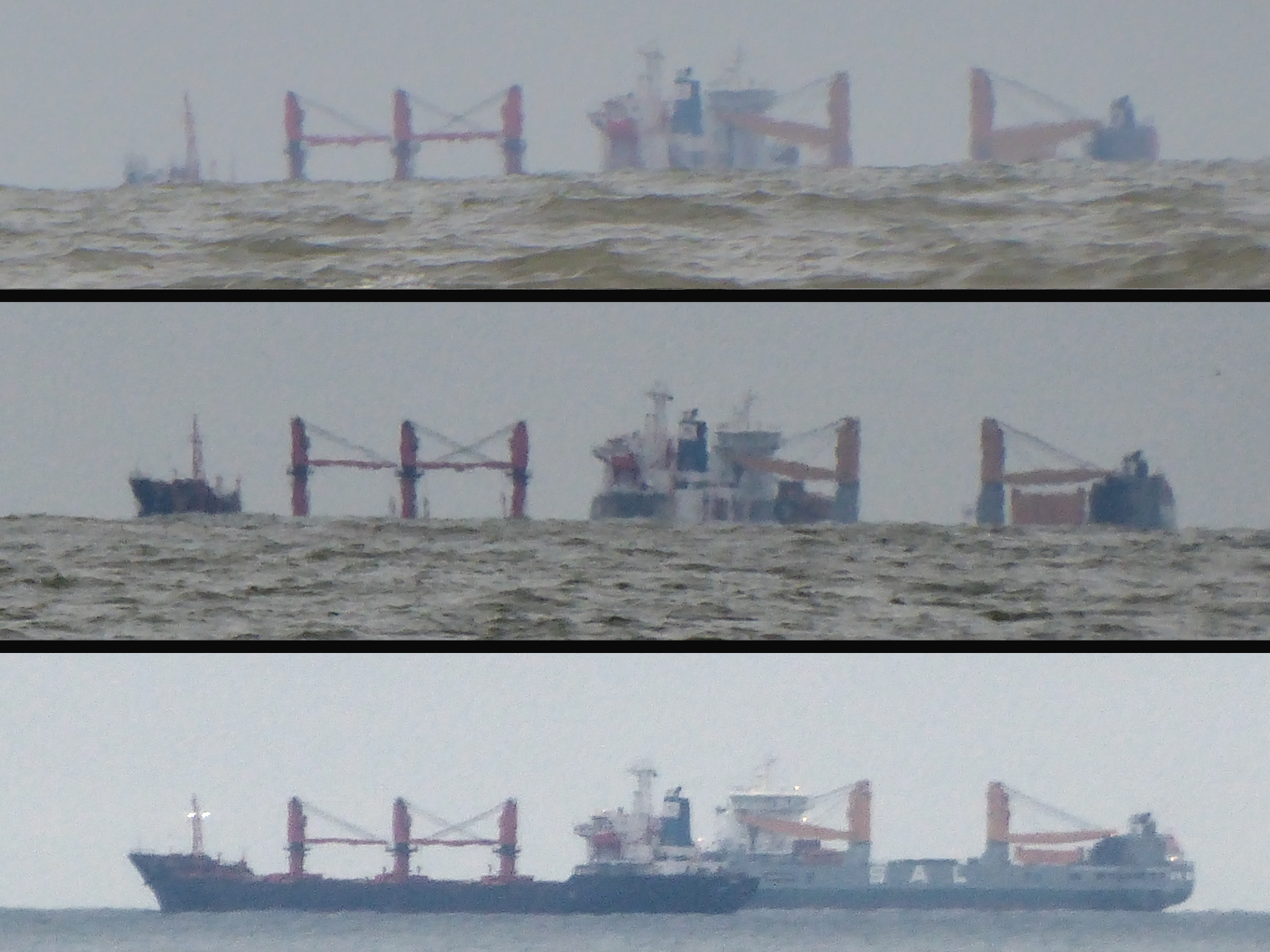

Claudio Ptolomeo
Claudio Ptolomeo (90–168 d. C.) vivió en Alejandría, centro intelectual del siglo II. En su Almagesto, que fue el referente estándar sobre astronomía durante 1 400 años, avanza muchos argumentos para la esfericidad de la Tierra. Entre ellos, la observación de que, al navegar hacia las montañas, estas parecen elevarse del mar, indicando que estaban ocultas por la superficie curva del agua.
Es también autor del Geographia, ocho volúmenes sobre la Tierra. La primera parte es una discusión sobre los datos y métodos utilizados. Como en el modelo del sistema solar del Almagesto, Ptolomeo vierte toda la información en un gran esquema. Asigna coordenadas a todos los lugares y regiones geográficas de él conocidas, en una grilla que cubre el globo (aunque la mayor parte de este trabajo se ha perdido). La latitud era medida desde el ecuador, como hoy en día, pero Ptolomeo prefiere expresarla como la medida del día más largo en lugar de grados de arco; sitúa el meridiano de origen en la región más al Oeste conocida, las Islas Canarias.
Ptolomeo también diseñó y dio instrucciones de cómo crear mapas En la segunda parte de la Geographia indica por medio de las listas topográficas las ubicaciones de cientos de localidades, con sus respectivas coordenadas, por medio de las cuales se las puede situar en una carta geográfica. Así indica que el Ecúmene, (oikoumenè, es decir «Mundo habitado») abarca 180 grados de longitud desde las Canarias en el océano Atlántico hasta el Extremo Oriente, y unos 81 grados de latitud desde el Ártico a las Indias Orientales y dentro de África, lo que representa un cuarto del globo terrestre. 
En efecto, la  Geographia indicaba que las regiones de «Serica» y «Sinae» (China) se hallaban en el límite este de las tierras habitadas, detrás de la isla de «Traprobana» (Sri Lanka, que se creía mucho mayor) y el «Chersonesus Aureus» (península de Asia Sudoriental) el cual daba origen al «Sinus Magnus» (Gran Golfo) que, para algunos, era una evocación del Océano Pacífico. Más allá de estas regiones, conocidas como se encontraba el Océano, que bañaba las costas ibéricas completando el círculo del Mundo. Esta idea fue central en la época de los descubrimientos y la base del proyecto de Cristóbal Colón quien, por cierto, consideraba a la esfera terrestre como mucho menor de lo que es en realidad.

### Antigüedad tardía

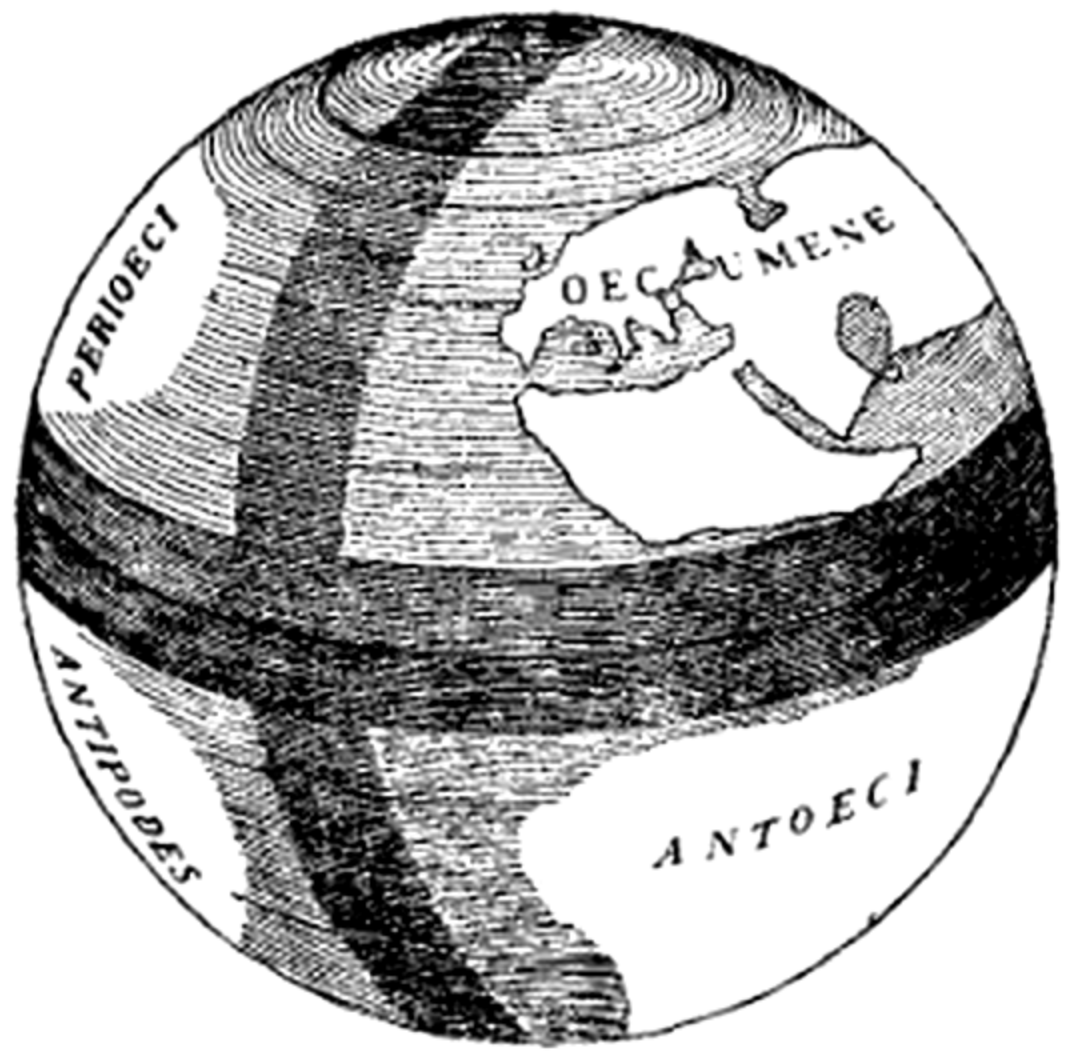
Una ilustración del globo terráqueo mostrado por Crates en Roma, mostrando el Ecúmene (el mundo conocido de Europa, Asia y África del norte), el Perieco (la tierra desconocida que se supone que se encuentra al otro lado del hemisferio norte), el Antoequi (el continente desconocido supuestamente situado al otro lado del ecuador, inaccesible debido al calor ecuatorial), y las Antípodas (la tierra desconocida situada en el lado opuesto del mundo, igualmente inaccesible).

La aquiescencia sobre la forma esférica de la Tierra fue recibida por los eruditos de la Antigüedad tardía sin cuestionarla, tanto en el neoplatonismo como en el cristianismo primitivo. Francis Bacon escribió en Novum Organum que "los antiguos Padres de la Iglesia, a los que probaban por demostraciones evidentes, que ningún hombre de buen sentido se atrevería hoy a poner en duda, que la tierra es redonda, y que por consiguiente, existen antípodas". No obstante, influidos por la interpretación literal de la Biblia, algunos estudiosos cristianos como Lactancio, Juan Crisóstomo y Atanasio de Alejandría, defendieron la idea de una tierra en forma de disco, pero se trató de opiniones marginales. 
La Escuela neoplatónica de Alejandría, que permaneció activa hasta el año 640, mantuvo, con Amonio de Hermia, Juan Filopón, y Esteban de Alejandría, los conocimientos astronómicos alejandrinos. La Escuela Teológica de Alejandría , con Clemente de Alejandría, Orígenes y más tarde, Juan Filopón apoya el modelo platónico de la Tierra siendo esférica y fija en el centro del universo. Aboga por una lectura alegórica de la Biblia. Es también la posición de Basilio el Grande en sus Hexaemeron  criticada por Teodoro de Mopsuestia en su Comentario al Génesis.
Autores cristianos, considerados los más eruditos, como Basilio el Grande, Ambrosio Aureliano y Agustín de Hipona estaban claramente al tanto de la esfericidad de la Tierra. San Basilio Magno (ca. 330 - 379) previó los problemas presentados con la forma de la tierra siendo una esfera y su contradicción con las Escrituras. Para evitar tal enfrentamiento, tomó la posición de que no necesitamos saber eso y tal conocimiento era bastante innecesario: "Moisés, guarda silencio en cuanto a las formas [...] Ha pasado en silencio, como inútil, todo lo que para nosotros es insignificante". Desde el final de la Antigüedad, asegura el historiador Klaus Vogel: "ningún cosmógrafo de peso ha llamado a debatir la esfericidad de la Tierra."
Agustín y las antípodas
Entre los cristianos de la Antigüedad Tardía, al igual que entre otros pensadores como los neoplatónicos, se debatía la existencia de habitantes en el continente de las Antípodas, separados de la Ecúmene por el Océano. El padre y doctor de la iglesia Agustín de Hipona (354-430) manifestaba sus dudas al respecto, ya que sería difícil de explicar como habían podido poblar un lugar tan inaccesible, siendo descendientes de Adán y Eva. En su obra La ciudad de Dios, sostiene:

«Pero en cuanto a la fábula de que hay Antípodas, es decir, hombres en el lado opuesto de la tierra, donde el Sol sale cuando se pone para nosotros, hombres que caminan con sus pies opuestos a los nuestros, eso no es creíble de ninguna manera. Y, en efecto, no se afirma que esto haya sido aprendido por el conocimiento histórico, sino por conjeturas científicas, sobre la base de que la tierra está suspendida dentro de la concavidad del cielo, y que tiene tanto espacio en un lado del mismo. como en el otro: por eso dicen que la parte que está debajo también debe ser habitada. Pero no señalan que, aunque se suponga o se demuestre científicamente que el mundo tiene una forma redonda y esférica, no se sigue que el otro lado de la tierra esté desprovisto de masas acuáticas y ni siquiera, aunque lo estuviera, se sigue inmediatamente que esté poblado. Porque la Escritura, que prueba la verdad de sus declaraciones históricas mediante el cumplimiento de sus profecías, no da información falsa; y es demasiado absurdo decir que algunos hombres embarcaron y atravesaron todo el ancho Océano, y cruzaron desde este lado del mundo al otro, y que así incluso los habitantes de esa región distante descienden de ese primer hombre. Por tanto, busquemos si podemos encontrar la Ciudad de Dios que habita en la tierra entre esas razas humanas que están catalogadas como divididas en setenta y dos naciones y otros tantos idiomas.»

Sin embargo, el mismo Agustín da por supuesta la forma esférica de la Tierra, al punto de describir a la Tierra como un globo:

«Estando toda la tierra cubierta por la agua, nada se oponía a que la masa esférica y acuosa que ella engloba tuviera el día por un lado con la presencia de luz, y la noche por el otro con su ausencia.» (Comentario literal al Génesis, I, 12, 26).

#### Expansión hacia el Este
A partir de sus orígenes griegos, los principios de la astronomía se extendieron lentamente alrededor de mundo mediterráneo y con ellos la idea central de que el mundo tiene la forma de una esfera. La expansión de la cultura griega hacia el Este, llevó la astronomía helénica hasta la India, donde su influencia se hizo evidente en los primeros siglos de nuestra era.
El concepto griego de una Tierra esférica rodeada por las esferas de los planetas, vehementemente defendida por astrónomos como Varahamihira y Brahmagupta, suplantaron la antigua y difundida creencia cosmológica india de un mundo en forma de disco plano. Los trabajos de los astrónomos indios clásicos y el matemático Aryabhata (c. 476–550), tratan sobre la esfericidad de la Tierra y el movimiento de los planetas. Las últimas dos partes de su magnus opus, el Aryabhatiya (en sánscrito), denominados Kalakriya ("cómputo del tiempo") y Gola ("esfera"), establecen que la Tierra es esférica y su circunferencia de 4,967 ióyanas, lo que en unidades modernas equivale a 39,968 km, cercano al valor ya calculado por Eratóstenes en el siglo tercero a. C. Aryabhata también estableció que la rotación aparente de los objetos celestes era debida a la actual rotación de la Tierra. El Aryabhatiya a su vez, influenció a los eruditos del Islam medieval.

### Edad Media

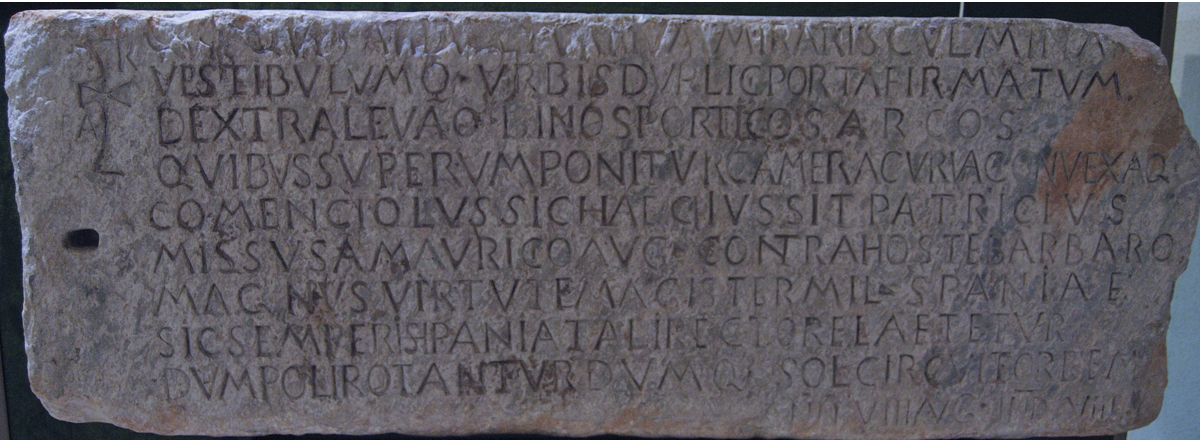
Lápida de Comenciolo (siglo VI), conservada en el Museo Arqueológico de Cartagena, cuyo emplazamiento original era sobre una puerta de la muralla bizantina de Cartago Spartaria (actual Cartagena). Al final del texto se hace referencia a la esfericidad del planeta, refiriéndose a él como orbe.

El concepto de una Tierra esférica fue directamente transmitido al corpus de conocimiento medieval sobre la base de los textos griegos antiguos (Aristóteles) y vía autores como Isidoro de Sevilla y Beda el Venerable. Las trazas se vuelven cada vez más evidentes con el surgimiento de la escolástica y la enseñanza medieval. Su diseminación más allá de la esfera inmediata de las escolaridad greco-romana fue gradual, asociada al ritmo de la cristianización de Europa. Por ejemplo, la primera evidencia de la idea de una Tierra esférica en Escandinavia data de una traducción nórdica antigua del Elucidarium del siglo XII.

#### Mundo islámico

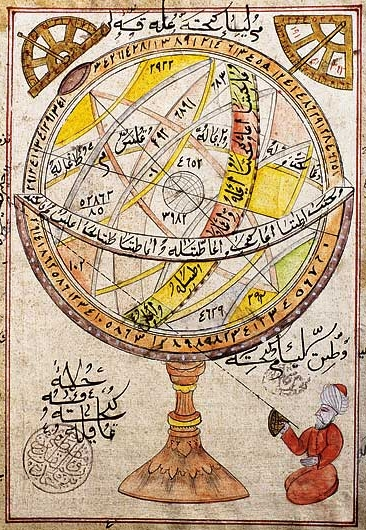
Miniatura otomana de una esfera armilar. Biblioteca de la Universidad de Estambul.

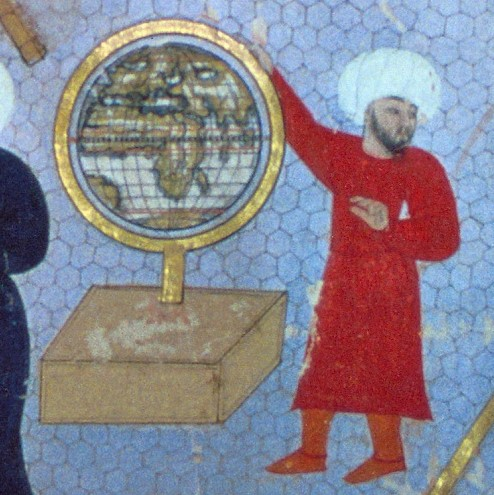
Ilustración de un astrónomo con un globo terráqueo en el Observatorio de Estambul (c. 1574).

La astronomía árabe medieval heredó la idea de una Tierra esférica de la tradición astronómica griega. El marco de referencia teórico se basaba fundamentalmente en las contribuciones de Aristóteles (De caelo) y Ptolomeo (Almagesto), quienes trabajaron ambos bajo la premisa que la Tierra era esférica y el centro del universo (modelo geocéntrico). Como Al-Juarismi dijo: 

«La tierra está en el medio del cielo, y el medio es el fondo en verdad, y el la tierra es completamente redondeada, parcialmente acanalada en la ladera de las montañas prominentes y profundas depresiones, y eso no la saca de la esfera, si se da el sentido de ellas en general, porque las dimensiones de las montañas, aunque se eleven, son pequeños en comparación con toda la tierra [...] Las profundidades se convirtieron en mares, y la totalidad del agua y la tierra se convirtió en una sola bola rodeada de aire de todas partes del primer capítulo (del Corán) en la descripción de la tierra y las montañas y los mares en eso y otras cosas.».

Los estudiosos islámicos tempranos reconocieron la esfericidad de la Tierra, llevando a los matemáticos musulmanes a desarrollar la trigonometría esférica con el objeto de medir y calcular la distancia y la dirección de cualquier punto dado de la Tierra a la Meca. Esto determinó la alquibla, o dirección musulmana para rezar.
Al-Mamún
Alrededor de 830 d. C., el califa Al-Mamún comisionó a un grupo de astrónomos y geógrafos musulmanes para que midiesen la distancia desde Tadmur (Palmira) hasta al-Raqqah, en lo que es hoy Siria. Para determinar la longitud de un grado de latitud , utilizando una cuerda para medir la distancia recorrida hacia el norte o el sur (arco meridiano) en un terreno llano y desértico hasta llegar a un lugar donde la altitud del Polo Norte había cambiado en un grado. 
El resultado de la medición del arco de Al-Ma'mun se describe en diferentes fuentes como {\displaystyle 66} 2/3 millas árabes, {\displaystyle 56.5} 2/3 millas y {\displaystyle 56} 2/3 millas. La cifra que usó Alfraganus con base en estas medidas fue de 56 2/3 millas, lo que da una circunferencia de la Tierra de 20,400 millas (32,830 km).  66 2 ⁄ 3 millas da como resultado una circunferencia planetaria calculada de 24 000 millas.
Otra estimación que le dieron los astrónomos fue de 56 2 ⁄ 3 millas árabes (111,8 km) por grado lo que corresponde a 40.248 km, valores muy cercanos a los valores actuales de 111,3 km por grado de 360 grados y 40.068 km de circunferencia respectivamente.
Ibn Hazm
El erudito andaluz Ibn Hazm dio una prueba concisa de la esfericidad de la Tierra: en un momento dado, hay un punto de la Tierra donde el Sol está directamente encima (que se mueve durante todo el día y durante todo el año).
Al-Farghānī
Al-Farghani (conocido como Alfraganus) fue un astrónomo persa comisionado por Mamun para medir el diámetro de la Tierra. Encontró que las ciudades estaban separadas por un grado de latitud y que la distancia del arco de meridiano entre ellas era de {\displaystyle 56} 2/3 de milla árabe (111.8 km) por grado, más preciso que los {\displaystyle 60} 2/3 de milla romana dadas por Ptolomeo, lo cual corresponde a una circunferencia de 40,248 km, muy cercano al valor conocido actualmente de 111.3 km por grado y 40,068 km de circunferencia, respectivamente. Cristóbal Colón utilizó la figura de Alfraganus como si estuviese en millas romanas en lugar de millas árabes, con el objeto de probar que el tamaño de la Tierra era menor que lo propugnado por Ptolomeo y hacer así asequible (con los medios del siglo XV) la circunnavegación en dirección oeste.
Al-Biruni

Método de Al-Biruni para calcular el radio terrestre.

Abu Rayhan Biruni (973-1048) utilizó un nuevo método para computar la circunferencia terráquea, obteniendo un valor cercano a los valores modernos. Estimó el radio terrestre en 6,339.9 km, tan solo 16.8 km menos que el valor moderno de 6,356.7 km. En contraste con sus predecesores que midieron la circunferencia de la Tierra observando el Sol simultáneamente desde dos lugares distintos, Al-Biruni desarrolló un nuevo método utilizando cálculos trigonométricos basado en el ángulo formado entre un plano y la cima de una montaña, con lo que obtuvo mejores mediciones de la circunferencia terrestre e hizo posible el realizar esta medición desde un solo lugar, por una sola persona.
El método de Al-Biruni tenía la intención de evitar "caminar a través de calurosos y polvorosos desiertos", y la idea le vino cuando se encontraba en lo alto de una montaña alta en India. Desde la cima, divisó el ángulo con el horizonte, lo cual, junto con la altura de la montaña (que había calculado previamente), le permitió calcular la curvatura de la Tierra.
También hizo uso del álgebra para formular ecuaciones trigonométricas y utilizó el astrolabio para medir ángulos.
John J. O'Connor y Edmund F. Robertson escriben en MacTutor History of Mathematics archive:

"Biruni también realizó importantes contribuciones en geodesia y geografía; introdujo técnicas de medición de la Tierra y de distancias utilizando triangulación. Encontró que el radio de la Tierra era de 6339.6 km, un valor no obtenido en Occidente hasta el siglo XVI. Su canon Mas'udi contiene una tabla con las coordenadas de 600 locaciones, de las cuales conocía casi todas."

Otros eruditos musulmanes
Muchos juristas musulmanes expresaron el consenso de que la tierra es redonda. Ibn Taymiyya dijo:

También acordaron por unanimidad que la tierra, con todos sus movimientos, de tierra y mar, es como una pelota. Él dijo: Se evidencia por el hecho de que el sol, la luna y los planetas no salen y se ponen en todas las regiones de la tierra al mismo tiempo, sino en el este antes de la puesta del sol.

Imam Ibn Hazm dijo:

Ninguno de los imanes musulmanes que merecen el nombre de Imamato con conocimiento, que Dios esté complacido con ellos, no negó el redondeo de la tierra, y ninguno de ellos conserva una palabra para repelerlo.

Al-Ghazali en su libro Tahafut al-Filasifa trató la posición de los científicos naturales sobre los fenómenos de los eclipses, lo que indica la convicción de los juristas de que la Tierra es redonda en edades relativamente avanzadas.

#### Mundo cristiano

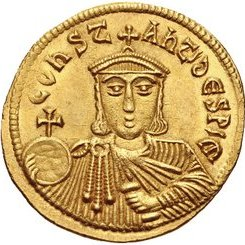
Moneda del s. IX de Constantino con un Globus Cruciger, usado para representar a Dios sobre la Tierra (esférica).

Desde principios del siglo V (y hasta el día de hoy) el Orbe, un globo coronado por una cruz, se usa como insignia real para la coronación de la mayoría de los monarcas en Europa. La cruz simboliza a Cristo el salvador del mundo representado de forma esférica por el globo terráqueo.
Cosmas Indicopleustes y el cristianismo siríaco

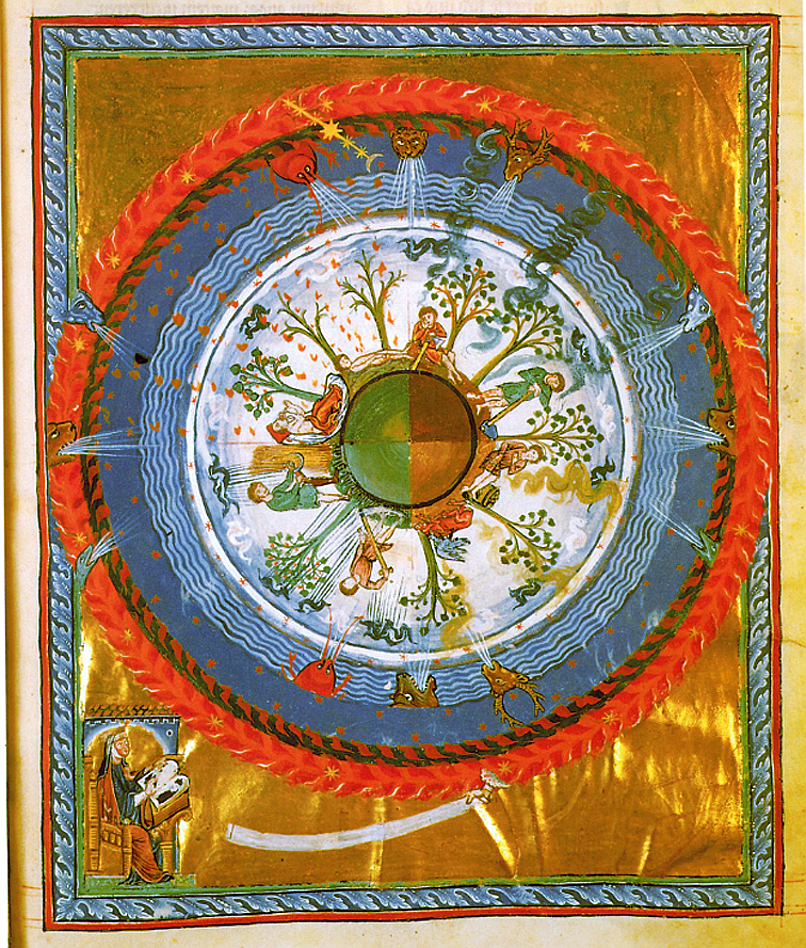
Ilustración de Tierra esférica y las cuatro estaciones. Libro del s. XII Liber Divinorum Operum de Hildegarda de Bingen.

La idea de una Tierra plana persistió largamente en el cristianismo siríaco, cuya tradición daba gran importancia a una interpretación literal del Antiguo Testamento; Cosmas Indicopleustes (marino alejandrino que terminó sus días como monje nestoriano), defendió esta cocepción en su obra Topografía Cristiana (griego: Χριστιανικὴ Τοπογραφία, latín: Topographia Christiana) escrita en el siglo VI. En ella sostenía que la Tierra era un plano rectangular, cubierto por el cielo, el cual tiene la forma de un baúl de tapa curvada, con las proporciones del Tabernáculo descrito en el Antiguo Testamento. La última parte del libro está dedicada a polemizar con otros monjes y eruditos cristianos que defendían la forma esférica de la Tierra.
Cosmas Indicopleustes ha sido citado a menudo como evidencia de que los cristianos de la Edad Media defendían la idea de una Tierra plana. Al respecto, David C. Lindberg sostiene que nunca fue un autor demasiado influyente y que todos los estudiosos cristianos de la Edad Media, así como los comerciantes y los navegantes de la época, sostenían la esfericidad de la Tierra. De hecho, solamente Cosmas defendió específicamente la idea de una Tierra plana, mientras que autores como Lactancio o Crisóstomo lo hicieron incidentalmente.
Boecio
Boecio (c. 480 – 524/525) al comentar sobre el amor y la fama en Consolación de la filosofía explica cuán triviales son estos en la gran escala del universo:

«Como has aprendido de la demostración de los astrónomos, toda la circunferencia de la tierra no es más que un punto en comparación con el tamaño de los cielos. Es decir, si comparas la tierra con el círculo del universo, debe considerarse que no tiene tamaño alguno. Y de esta pequeña porción del universo no hay más que una cuarta parte, como habéis aprendido por la demostración de Ptolomeo, que está habitada por seres vivos que conocemos.»

Isidoro de Sevilla
El obispo y erudito Isidoro de Sevilla (560–636) enseñaba, en su conocida enciclopedia Etymologiae, que la Tierra era redonda. La redacción del texto y el uso de términos imprecisos ha hecho que algunos estudiosos sostengan que se refiere más bien a una forma de disco o rueda o bien a una forma "redonda" sin mayores precisiones, no obstante los estudios más recientes no dejan dudas de que Isidoro se refería a una Tierra esférica, aunque sin admitir la existencia de los antípodas porque se carecía de evidencias sobre su existencia.
Macrobio

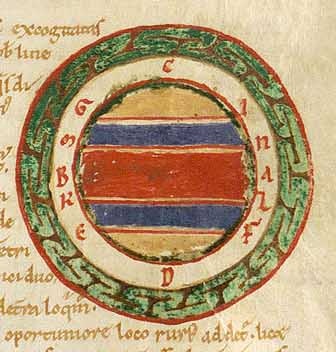
Miniatura del s. XII sobre las zonas climáticas de la Tierra en el Comentario al sueño de Escipión de Macrobio.

La creencia de la Tierra esférica se reflejó en muchos diagramas y mapas medievales. Macrobio (c. 370-440), en su Comentario al sueño de Escipión, subraya que la tierra es esférica; expone la teoría de las zonas climáticas y evoca la hipótesis de las antípodas pobladas.
Beda el Venerable
El monje San Beda (c. 672–735) escribió, en su influyente tratado sobre cómputos, De Temporum Ratione, que la Tierra era redonda, explicando la duración desigual de la luz del día por la "redondez de la Tierra, no sin razón llamada 'el orbe del mundo' en las páginas de las Escrituras Sagradas y la literatura ordinaria. Es de hecho, como una esfera en mitad del universo entero." (De temporum ratione, 32).
La gran cantidad de manuscritos sobrevivientes del De Temporum Ratione, copiados para adecuarse al requerimiento carolingio según el cual todos los monjes debían estudiar el computus, indican que muchos, si no es que la mayoría de ellos, debió de estar al tanto de la idea de la esfericidad de la Tierra. Aelfrico parafrasea a San Beda al decir: «Ahora la redondez de la Tierra y la órbita del Sol constituyen el obstáculo para que la luz del día dure lo mismo en todos lados.»
San Beda era perfectamente consciente de la esfericidad de la Tierra, al escribir "Llamamos la Tierra el globo, no porque la forma esférica se exprese en la diversidad de valles y montañas, antes bien, si todas las cosas se incluyen en el contorno, la circunferencia de la Tierra representa la figura de un globo perfecto... Pues de verdad es un orbe situado en el centro del universo; su ancho es el de un círculo, y no circular como un escudo sino más bien como una pelota, y se extiende desde su centro con redondez perfecta hacia todos lados."
Anania Shirakatsi
El erudito armenio del siglo VII, Anania Shirakatsi, describía al mundo como "un huevo con una yema esférica (el globo) rodeado de una capa de clara (la atmósfera) y cubierto de un escudo duro (el cielo)."

#### Plena Edad Media

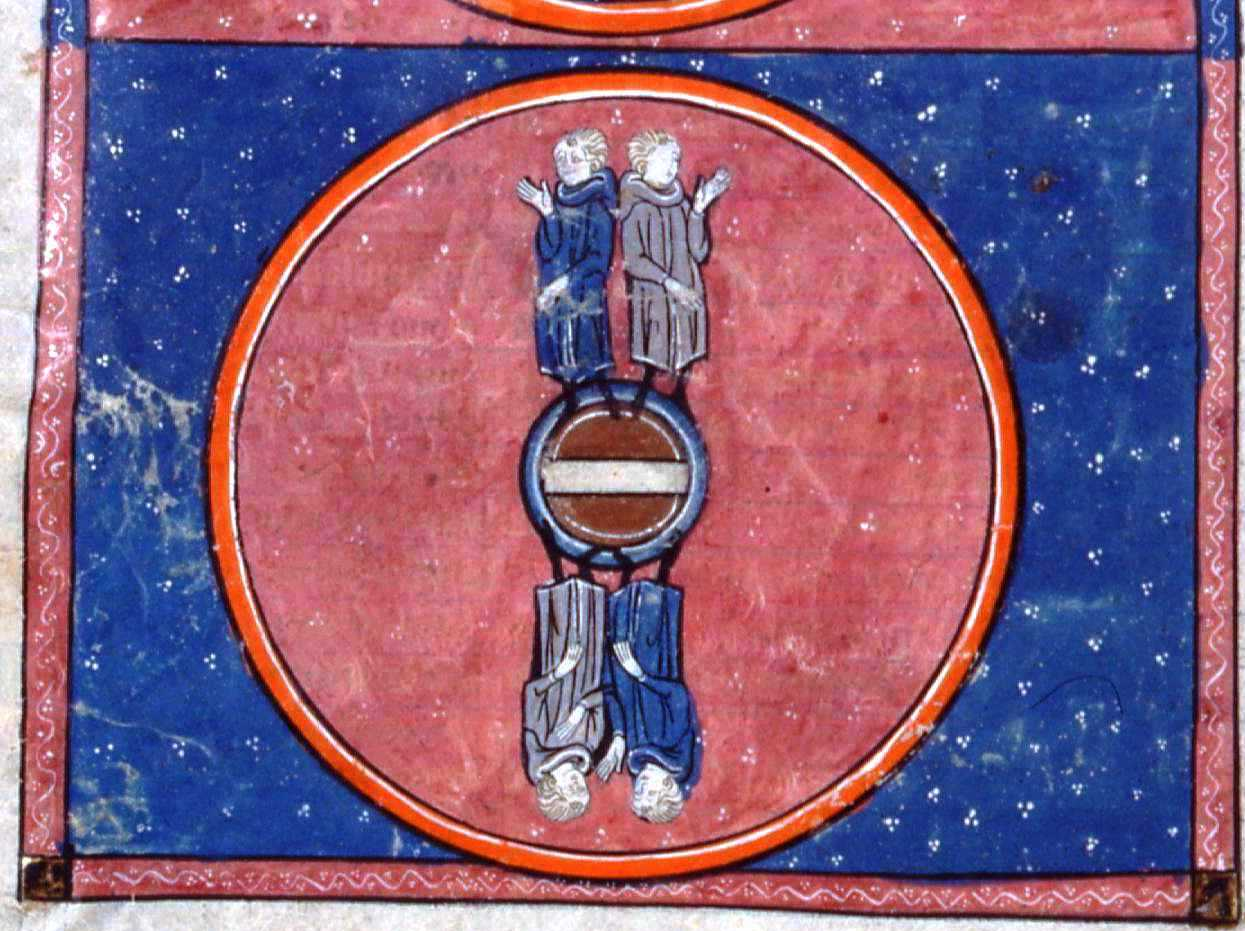
Representación medieval de la Tierra y las antípodas en L'Image du monde de Gautier de Metz (c. 1304).

Durante la Plenitud de la Edad Media, el saber astronómico en la Europa cristiana se extendió más allá de la transmisión directa de autores antiguos gracias al estudio de la astronomía árabe medieval. Un receptor temprano de tales conocimientos fue Gerberto de Aurillac, quien se convertiría en el papa Silvestre II.
Guillermo de Conches (c. 1090/1091 – c. 1155/1170) en su Dragmaticon Philosophiae afirmó la esfericidad de la Tierra y que no es tarea de la Biblia enseñarnos sobre la naturaleza. Hildegarda de Bingen, (1098–1179), describe una Tierra esférica varias veces en su trabajo Liber Divinorum Operum. Johannes de Sacrobosco (c. 1195 – c. 1256 d. C.) escribió un famoso trabajo sobre astronomía titulado Tractatus de sphaera, basado en Ptolomeo, en el que considera la Tierra como una esfera. Alfonso X el Sabio (1221 – 1284) escribió que es bien sabido que el mundo es redondo, General Estoria, XXIII, De los términos de las tres partes de la tierra.
El filósofo dominíco Santo Tomás de Aquino (1224 - 1274) en su obra magna, la Suma Teológica, dice que:

"A diversos modos de conocer, diversas ciencias. Por ejemplo, tanto el astrónomo como el físico pueden concluir que la tierra es redonda. Pero mientras el astrónomo lo deduce por algo abstracto, la matemática, el físico lo hace por algo concreto, la materia."
Summa Theologiae I. q. 1, a. 1, ad

Gautier de Metz escribió en su poema L'Image du monde (1245) que "el mundo tiene la forma de una pelota".
La Divina comedia de Dante Alighieri, escrita en italiano a principios del siglo XIV, retrata la Tierra como una esfera, discutiendo sus implicaciones como las distintas estrellas visibles desde el hemisferio sur, la posición alterada del Sol y los diferentes husos horarios de la Tierra. Además, el Elucidarium de Honorio de Autun (c. 1120), un importante manual de instrucción clerical, que fue traducido al inglés medio, francés antiguo, alto alemán medio,antiguo eslavo oriental, alemán medio, nórdico antiguo, islandés, español y varios dialectos italianos, hace mención explícita de una Tierra esférica. De manera similar, el hecho de que Bertold de Ratisbona (mediados del siglo XIII) utilizó la Tierra esférica como ilustración en su sermón muestra que podía asumir este hecho entre su congregación. El sermón se dio en alemán vernáculo, luego no era para una audiencia entendida. Pierre d´Ailly escribió el tratado cosmográfico Imago mundi (1410), en el que defendía la esfericidad y la rotación de la Tierra y cuya lectura influyó en el conocimiento de Cristóbal Colón para la realización de sus viajes a las Indias.
Mundo chino
Fuera del ámbito cristiano y musulmán, debemos citar las observaciones chinas, donde también se había descubierto por su parte que la Tierra era esférica. Así, en el año 723 de nuestra era, bajo la dinastía Tang, el monje-astrónomo chino Yi Xing tomó se inició para corregir las fallas del calendario chino, e instaurar uno nuevo en su lugar. La investigación iniciada fue fundamental para la medición de una porción del meridiano. Esto resolvería la confusión creada por la práctica de calcular la distancia entre dos lugares comparando la sombra que proyectaban dos objetos al mismo tiempo, ocupando el mismo proceso que utilizó Eratóstenes para medir el radio de la Tierra. Su cálculo de un grado de meridiano es bastante cercana a los cálculos modernos.

### Edad Moderna
Varias Biblias latinas del siglo XVI indican que los eruditos de aquella época interpretaron sus pasajes para referirse a la esfericidad de la tierra. Por ejemplo, Santes Pagnino tradujo por sphaera (esfera) la palabra hebrea khûg (círculo) de Isaías 40:22 ("Él está sentado sobre el círculo de la tierra"); y Benito Arias Montano y François Vatable por globus (globo). La Biblia de Giovanni Diodati del siglo XVII también usó globus y el hebraísta holandés Campeius Vitringa del siglo XVIII usó orbis (orbe).

#### La navegación hacia el oeste para llegar a Oriente

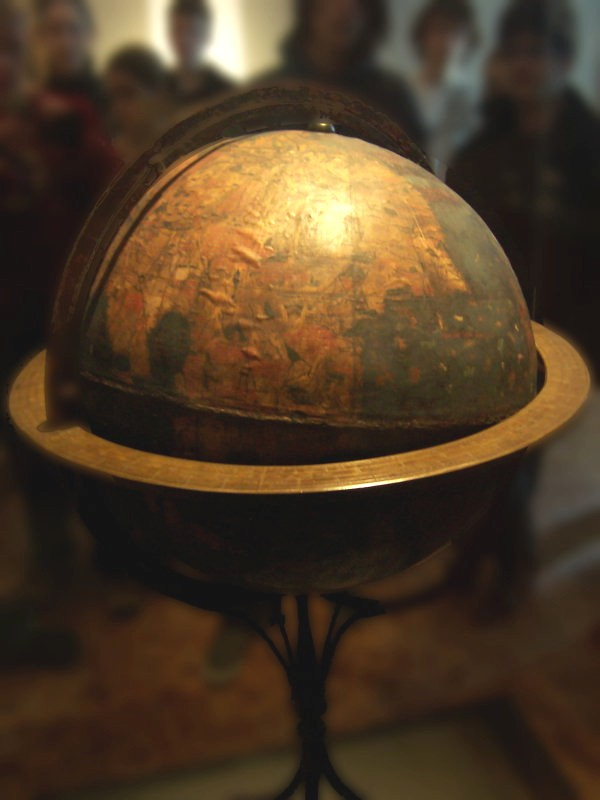
Erdapfel, el globo terráqueo más antiguo que se conserva (1492/93).

En junio de 1464 el matemático, astrónomo y cosmógrafo italiano Paolo dal Pozzo Toscanelli le envió una carta, con un mapa adjunto, a su antiguo amigo el médico portugués Fernando Martíns de Roriz, al cual el rey Alfonso V de Portugal le había pedido un parecer geográfico sobre las rutas a las Indias. Toscanelli expuso una idea para llegar a las islas de las Especias navegando desde Europa hacia el oeste. El mapa adjunto mostraba las ciudad de Lisboa y, hacia el oeste y del otro lado de mar, la ciudad china de Quinsay, las isla de Cipango (Japón) y la hipotética Antillia. Algunos de estos lugares conocidos en Europa a través de Marco Polo. Los cálculos de Toscanelli, darían a la Tierra una circunferencia de unos 29.000 km, según cálculos de historiadores modernos, en lugar de los 40.000 km reales. Este error se habría producido al basarse en datos de la Geografía de Claudio Ptolomeo.
Años más tarde, Cristóbal Colón tuvo acceso a esta carta la que, junto a otras fuentes sirvieron de inspiración para presentar su idea de hacer realidad dicho viaje. Entre 1486 y 1487 y luego en 1491 se reunió una Junta presidida por Hernando de Talavera integrada por letrados, expertos en cosmografía y técnicos en navegación que debían evaluar el proyecto para recibir el apoyo de Castilla. Colón expuso su proyecto ante la Junta que incluía la idea de la tierra esférica. Las objeciones de la Junta no atacaron esta idea sino otras, principalmente las relacionadas con el diámetro del globo terrestre en las que se basaba Colón, que era muy inferior del que la Junta consideraba válido.

#### Circunnavegación del globo

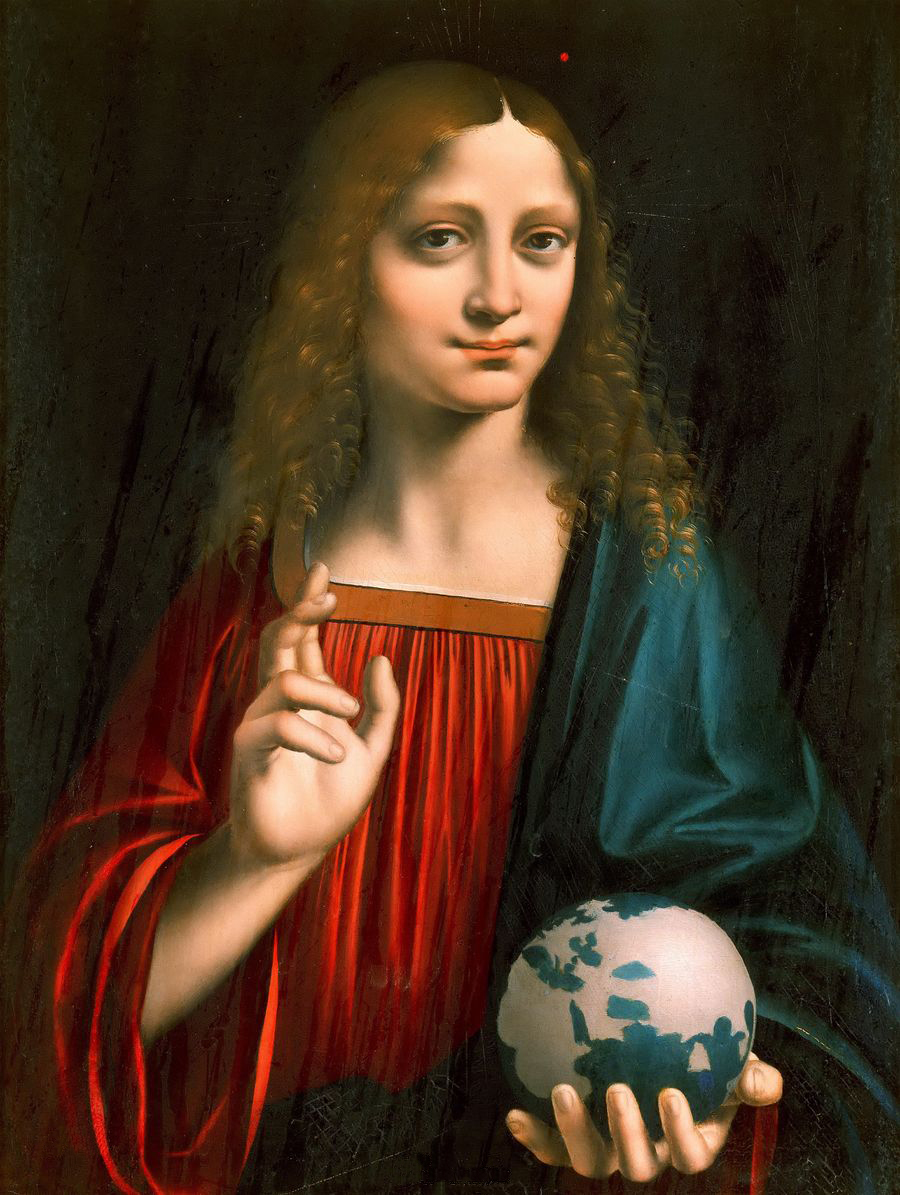
Salvator Mundi de Marco d'Oggiono (c.1500) muestra a Jesucristo sosteniendo un globo terráqueo.

La primera demostración directa de la esfericidad de la Tierra no se logró hasta la conclusión de la primera circunnavegación de la historia, una expedición española comandada por el explorador Juan Sebastián Elcano, quien tomó el mando tras la muerte de Fernando Magallanes, el organizador de la travesía. La expedición fue financiada por la Corona Española. El 10 de agosto de 1519, las cinco naves (Trinidad, Santiago, San Antonio, Concepción y Victoria) comandadas por Magallanes partieron de Sevilla, cruzaron el Océano Atlántico, pasaron a través del estrecho de Magallanes, cruzaron el Pacífico y arribaron a Cebú, allí Magallanes muere en una batalla a manos de filipinos nativos. Su segundo al mando, el español Juan Sebastián Elcano, continuó con la expedición y, el 6 de septiembre de 1522, arribó a Sevilla, completando la circunnavegación. Carlos I de España, en reconocimiento a Elcano, le otorgó un escudo de armas con la leyenda Primus circumdedisti me (en latín, "El primero que me circundaste").
Si bien la circunnavegación por sí sola no prueba que la forma de la Tierra sea esférica, este hecho combinado con la evidencia obtenida por el conocimiento trigonométrico despejó toda duda razonable demostrando la esfericidad de nuestro planeta.

#### Dinastía Ming en China
Durante el siglo XVII, la idea de una Tierra esférica, ya considerablemente avanzada por la Astronomía de Occidente, se expandió finalmente a China, cuando los misioneros jesuitas, que tenían altas posiciones como astrónomos de la corte imperial, desafiaron con éxito la creencia china de una Tierra plana y cuadrada.

#### Validación de que la tierra no es una esfera perfecta sino un esferoide

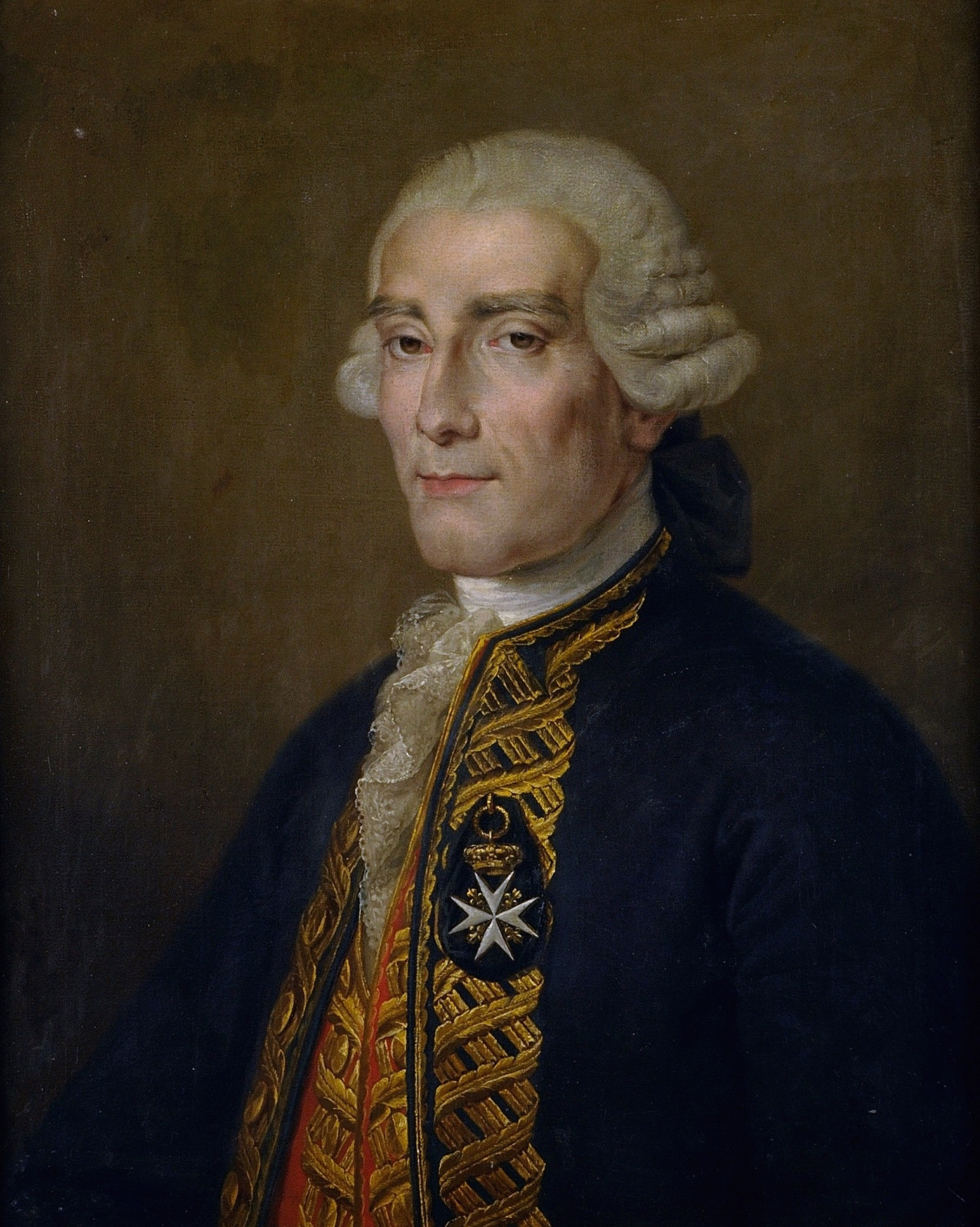
Retrato del marino e ingeniero Jorge Juan y Santacilia, quién midió la longitud del meridiano terrestre entre 1736 y 1744, demostrando que la Tierra está achatada en los polos.

En 1672, el astrónomo francés Jean Richer fue enviado a la ciudad de Cayena, en la actual Guayana Francesa, con objeto de realizar observaciones astronómicas; para ello había llevado consigo un reloj de péndulo muy preciso. Una vez allí, el reloj empezó a retrasarse 2,5 minutos cada día, lo que significaba que, por algún motivo desconocido, el péndulo estaba oscilando más despacio que en París. Años después, Isaac Newton propuso una explicación relacionada con la forma de la Tierra: según la misma, nuestro planeta no es una esfera perfecta, sino un esferoide oblato, es decir, una esfera achatada. La hipótesis era que Cayena se encuentra más lejos del centro de la Tierra que París pues la intensidad gravitatoria es menor cerca del ecuador. Como la frecuencia con la que oscila un péndulo sólo depende de la longitud de su cuerda y de la intensidad gravitatoria que actúa sobre él, la fuerza gravitatoria que actúa sobre el péndulo en Cayena es ligeramente menor y el reloj atrasa. Para poner a prueba esta hipótesis, entre los años 1736 y 1748, la Academia de Ciencias de Francia patrocinó dos expediciones científicas, una de ellas a Laponia (cerca del polo norte) y la otra a Perú (cerca del ecuador)  Cada expedición tenía como objetivo medir sobre el terreno la longitud de arco de un tramo de la superficie de la Tierra entre dos puntos distantes 3° de latitud. Al comparar la distancia que había recorrido cada expedición durante su viaje se descubrió que, en efecto, los miembros de la expedición de Perú habían medido una distancia menor que los de Laponia lo que confirmaba la hipótesis de Newton.

## Sumario de evidencias

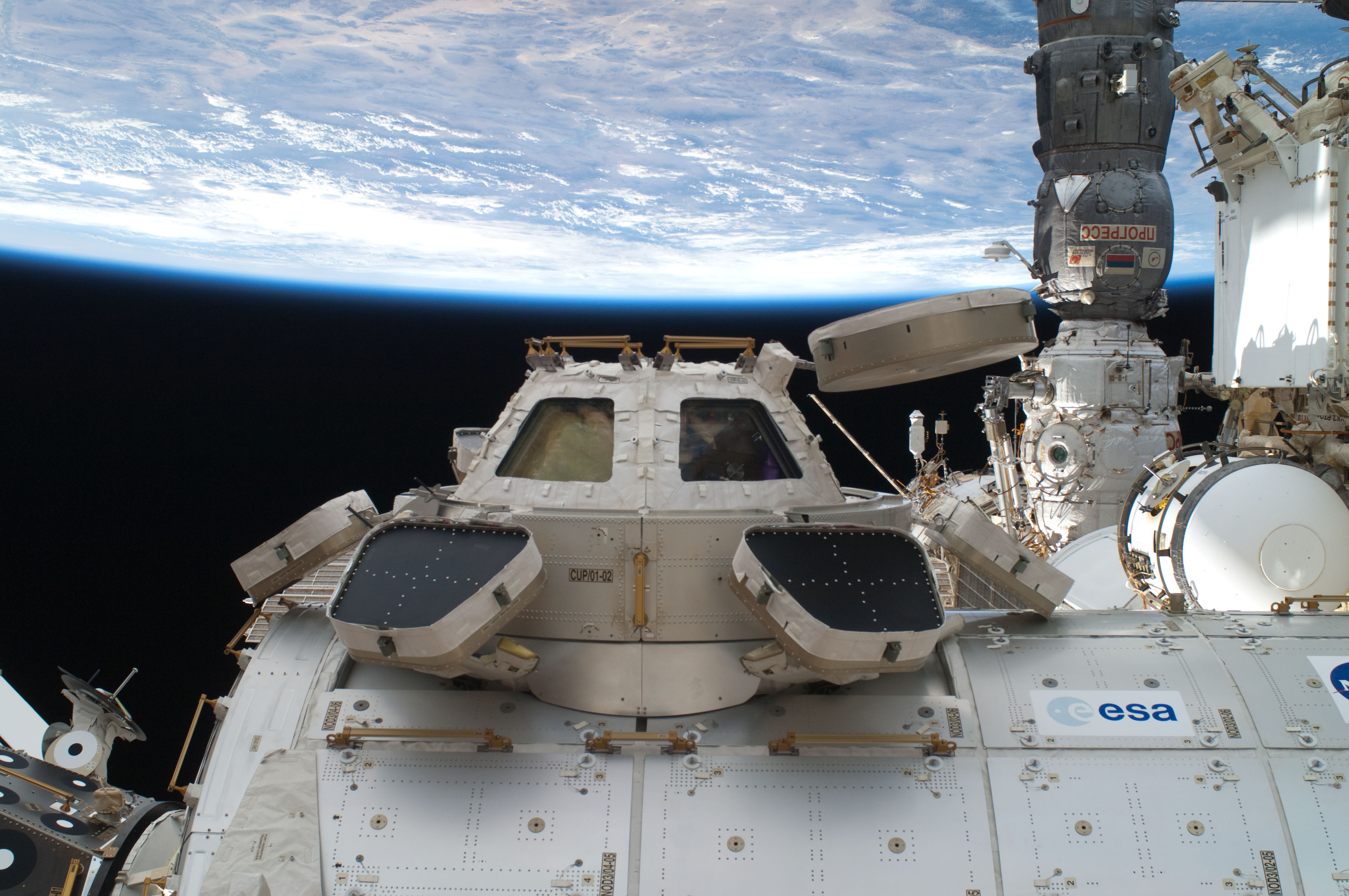
Foto de la curvatura de la Tierra en la Estación Espacial Internacional.

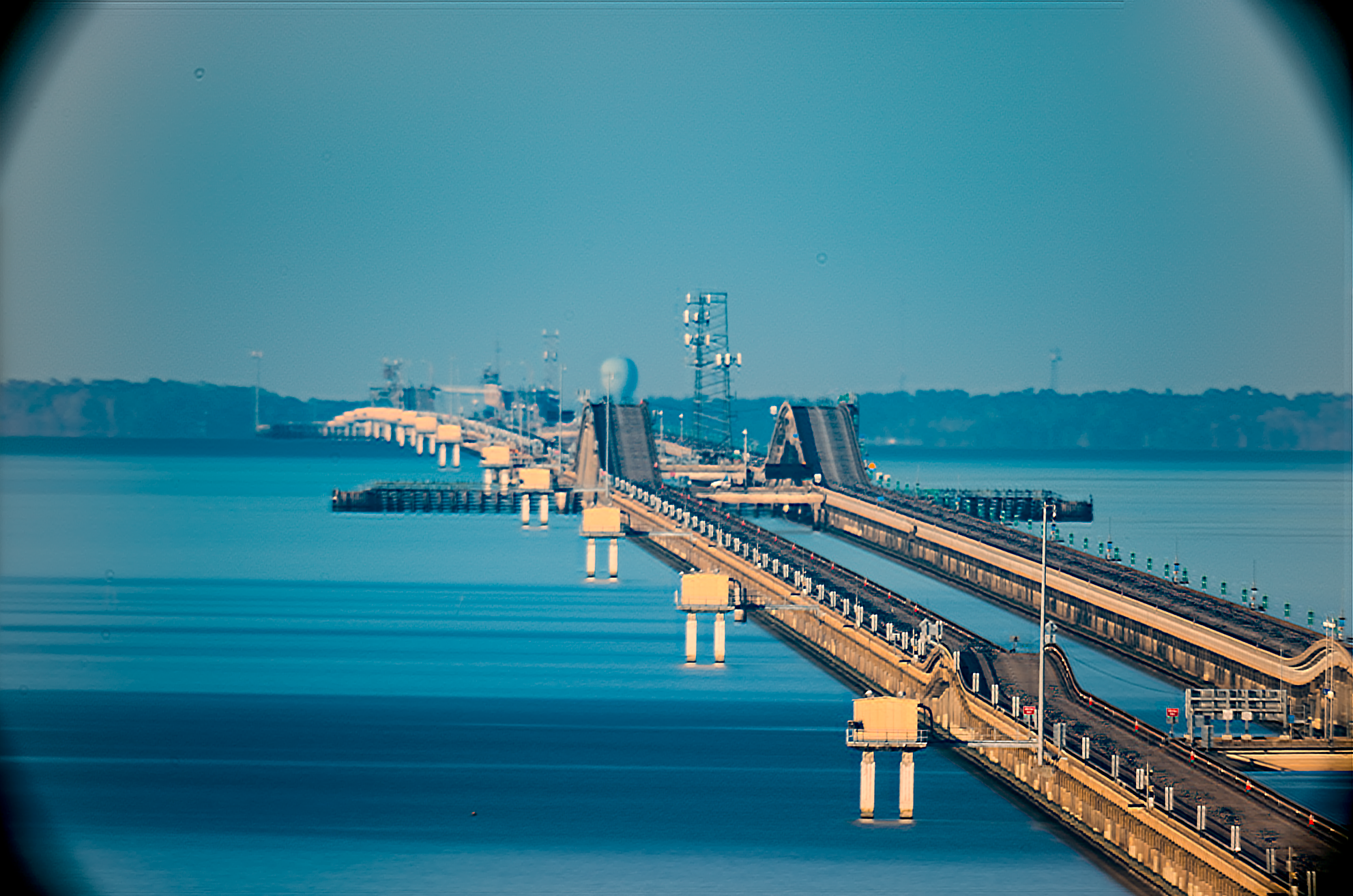
Calzada del lago Pontchartrain siguiendo la curvatura de la Tierra al mostrar el puente a lo largo del lago y pasando por debajo del horizonte.

1. Desde el mar es posible ver montañas elevadas o luces altas desde grandes distancias mucho antes que los terrenos bajos, y los mástiles de los barcos antes que los cascos. También es posible ver más lejos trepándose en el barco o, en tierra, hacia colinas elevadas.
2. El Sol está más bajo en el cielo al viajar hacia el Norte, mientras que estrellas como Polaris, la estrella del Norte, están más altas. Otras estrellas brillantes como Canopus, visible desde Egipto, desaparece del cielo.
3. La Tierra proyecta una sombra esférica sobre la superficie de la Luna durante un eclipse lunar.
4. El reporte temporal de los eclipses lunares (que son vistos simultáneamente) se da varias horas después en el Este (p. ej. India) que en el Oeste (p. ej. Europa). Los horarios locales se corroboran luego con cronómetros y telégrafos.
5. En zonas situadas muy al sur, desde Etiopía hasta India, el Sol proyecta una sombra hacia el sur en ciertos momentos del año. En regiones más al sur aún (p. ej. Argentina), la sombra siempre está en el sur.
6. Es posible circunnavegar el mundo; esto es, viajar alrededor del mundo y volver al punto de partida.
7. Los viajeros que circunnavegan la Tierra observan la ganancia o pérdida de un día, en relación con los que no (véase también: línea internacional de cambio de fecha).
8. Las mediciones de la fuerza gravitatoria son diferentes en puntos de la Tierra situados en las regiones polares y ecuatoriales, la única explicación de esto es que la Tierra tiene la forma de una esfera ligeramente achatada.
9. Un satélite artificial puede darle la vuelta a la Tierra e incluso ser geoestacionario.
10. La Tierra tiene forma de esfera al fotografiarla desde el espacio.

- Wikimedia Commons alberga  sobre fotografías de la Tierra desde el espacio.

Nota: el orden de aparición corresponde al de su observación histórica.

## Geodesia
La geodesia es la disciplina científica que trata de la medida y la representación de la Tierra, de su campo gravitacional y los fenómenos geodinámicos (movimiento polar, mareas, movimiento de la corteza terrestre) en un espacio de tres dimensiones.
Si bien trata fundamentalmente del posicionamiento y el campo gravitacional y los aspectos geométricos de sus variaciones temporales, también puede incluir el estudio del campo magnético de la Tierra.
La forma de la Tierra puede ser vista al menos de dos maneras:
- como la forma de un geoide, al nivel medio del océano terrestre; o
- como la forma de la superficie terrestre, conforme ésta entra y sale del mar.

A medida que la ciencia de la geodesia adquirió medidas de la Tierra cada vez más precisas, se encontró que la forma del geoide no era una esfera perfecta sino que se aproximaba a la de un esferoide oblato, un tipo particular de elipsoide. Mediciones aún más recientes han logrado medir el geoide con una precisión sin precedente, revelando concentraciones de masa debajo de la superficie terrestre.